# Lista de deputados federais do Brasil da 56.ª legislatura
Esta é a lista de deputados federais do Brasil eleitos para a 56.ª legislatura do Congresso Nacional do Brasil. São relacionados os parlamentares que assumiram o cargo em 1º de fevereiro de 2019, o partido pelo qual foram eleitos e a quantidade de votos que receberam naquela eleição. O mandato expira em 31 de janeiro de 2023.

## Mesa diretora

### Primeira mesa (2019–2020)
A eleição para presidente e para os demais cargos da mesa diretora ocorreu com o início da legislatura. Rodrigo Maia (DEM) foi reeleito para a presidência da casa em primeiro turno, com 334 votos, derrotando Fábio Ramalho (MDB), com 66 votos; Marcelo Freixo (PSOL), com 50 votos; JHC (PSB), com 30 votos; Marcel van Hattem (NOVO), com 23 votos; Ricardo Barros (PP), com 4 votos; e General Peternelli (PSL), com 2 votos. Três votos em branco foram registrados.
| Cargo               | Nome            | Partido      | Estado              |
| ------------------- | --------------- | ------------ | ------------------- |
| Presidente          | Rodrigo Maia    | DEM          | Rio de Janeiro      |
| 1.° Vice-presidente | Marcos Pereira  | Republicanos | São Paulo           |
| 2.° Vice-presidente | Luciano Bivar   | UNIÃO        | Pernambuco          |
| 1.° Secretária      | Soraya Santos   | PL           | Rio de Janeiro      |
| 2.° Secretário      | Mário Heringer  | PDT          | Minas Gerais        |
| 3.° Secretário      | Expedito Netto  | PSD          | Rondônia            |
| 4.° Secretário      | André Fufuca    | PP           | Maranhão            |
| 1.° Suplente        | Rafael Motta    | PSB          | Rio Grande do Norte |
| 2.° Suplente        | Geovania de Sá  | PSDB         | Santa Catarina      |
| 3.° Suplente        | Isnaldo Bulhões | MDB          | Alagoas             |
| 4.° Suplente        | Paulão          | PT           | Alagoas             |

### Segunda mesa (2021–2022)

#### Primeira formação
A eleição para Presidente da Câmara ocorreu no dia 02 de fevereiro de 2021, onde Arthur Lira (PP) foi eleito para o cargo em primeiro turno com 302 votos, derrotando Baleia Rossi (MDB), com 145 votos, Fábio Ramalho (MDB), com 21 votos, Luiza Erundina (PSOL), com 16 votos, Marcel van Hattem (NOVO), com 13 votos; André Janones (Avante), com 3 votos; Kim Kataguiri (DEM), com 2 votos; e General Peternelli (PSL), com 1 voto. Foram registrados dois votos em branco.
Após adiamentos, decisões judiciais e acordos políticos, os demais cargos da mesa diretora foram escolhidos no dia 03 de fevereiro de 2021, resultando na composição abaixo:
| Cargo               | Nome                | Partido      | Unidade da Federação |
| ------------------- | ------------------- | ------------ | -------------------- |
| Presidente          | Arthur Lira         | PP           | Alagoas              |
| 1.° Vice-presidente | Marcelo Ramos       | PL           | Amazonas             |
| 2.° Vice-presidente | André de Paula      | PSD          | Pernambuco           |
| 1.° Secretário      | Luciano Bivar       | UNIÃO        | Pernambuco           |
| 2.° Secretário      | Marília Arraes      | PT           | Pernambuco           |
| 3.ª Secretária      | Rose Modesto        | PSDB         | Mato Grosso do Sul   |
| 4.ª Secretária      | Rosângela Gomes     | Republicanos | Rio de Janeiro       |
| 1.° Suplente        | Eduardo Bismarck    | PDT          | Ceará                |
| 2.° Suplente        | Gilberto Nascimento | PSC          | São Paulo            |
| 3.° Suplente        | Alexandre Leite     | UNIÃO        | São Paulo            |
| 4.° Suplente        | Cássio Andrade      | PSB          | Pará                 |

#### Segunda formação
Os deputados Marcelo Ramos, Marília Arraes e Rose Modesto, foram destituídos de seus cargos na mesa diretora após migrarem de partido, obedecendo o regimento da casa, que estabelece os partidos como os detentores destes cargos, e não os parlamentares. Uma nova eleição foi realizada no dia 25 de maio de 2022, estabelecendo a nova formação da mesa diretora do biênio de 2021–2022.
| Cargo               | Nome                | Partido      | Unidade da Federação |
| ------------------- | ------------------- | ------------ | -------------------- |
| Presidente          | Arthur Lira         | PP           | Alagoas              |
| 1.° Vice-presidente | Lincoln Portela     | PL           | Minas Gerais         |
| 2.° Vice-presidente | André de Paula      | PSD          | Pernambuco           |
| 1.° Secretário      | Luciano Bivar       | UNIÃO        | Pernambuco           |
| 2.° Secretário      | Odair Cunha         | PT           | Minas Gerais         |
| 3.ª Secretária      | Geovania de Sá      | PSDB         | Santa Catarina       |
| 4.ª Secretária      | Rosângela Gomes     | Republicanos | Rio de Janeiro       |
| 1.° Suplente        | Eduardo Bismarck    | PDT          | Ceará                |
| 2.° Suplente        | Gilberto Nascimento | PSC          | São Paulo            |
| 3.° Suplente        | Alexandre Leite     | UNIÃO        | São Paulo            |
| 4.° Suplente        | Cássio Andrade      | PSB          | Pará                 |

## Blocos partidários
| Bloco    | Líder             | Partido da liderança      | Período                 | Número de deputados | Ref.          |
| -------- | ----------------- | ------------------------- | ----------------------- | ------------------- | ------------- |
| Governo  | Vitor Hugo        | PSL-GO                    | 01/02/2019 - 19/08/2020 | 301 / 513           | [ 10 ] [ 11 ] |
| Governo  | Ricardo Barros    | PP-PR                     | 19/08/2020 - 06/01/2023 |                     | [ 12 ]        |
| Oposição | Alessandro Molon  | PSB-RJ                    | 19/02/2019 - 10/03/2020 | 97 / 513            | [ 13 ] [ 11 ] |
| Oposição | André Figueiredo  | PDT-CE                    | 10/03/2020 - 05/04/2021 |                     | [ 14 ]        |
| Oposição | Alessandro Molon  | PSB-RJ                    | 05/04/2021 - 17/02/2022 |                     | [ 13 ]        |
| Oposição | Wolney Queiroz    | PDT-PE                    | 17/02/2022 - 31/01/2023 |                     | [ 15 ]        |
| Maioria  | Aguinaldo Ribeiro | PP-PB                     | 20/03/2019 - 05/04/2021 | 301 / 513           | [ 16 ] [ 11 ] |
| Maioria  | Diego Andrade     | PSD-MG                    | 05/04/2021 - 31/01/2023 | 257 / 513           | [ 17 ] [ 18 ] |
| Minoria  | Jandira Feghali   | PCdoB-RJ                  | 13/02/2019 - 10/03/2020 | 105 / 513           | [ 11 ] [ 19 ] |
| Minoria  | José Guimarães    | PT-CE                     | 10/03/2020 - 05/04/2021 |                     | [ 20 ]        |
| Minoria  | Marcelo Freixo    | PSOL-RJ (até 2021) PSB-RJ | 05/04/2021 - 16/02/2022 |                     | [ 21 ]        |
| Minoria  | Alencar Santana   | PT-SP                     | 16/02/2022 - 31/01/2023 |                     | [ 22 ]        |

## Partidos políticos
| Partido       | Líder                             | Número de deputados | Posição  |
| ------------- | --------------------------------- | ------------------- | -------- |
| PL            | Deputado Altineu Côrtes (RJ)      | 75 / 513            | Governo  |
| PP            | Deputado André Fufuca (MA)        | 57 / 513            | Governo  |
| PT            | Deputado Reginaldo Lopes (MG)     | 55 / 513            | Oposição |
| UNIÃO         | Deputado Elmar Nascimento (BA)    | 53 / 513            | Governo  |
| PSD           | Deputado Antonio Brito (BA)       | 46 / 513            | Governo  |
| Republicanos  | Deputado Vinicius Carvalho (SP)   | 41 / 513            | Governo  |
| MDB           | Deputado Isnaldo Bulhões Jr. (AL) | 36 / 513            | Governo  |
| PSDB          | Deputado Adolfo Viana (BA)        | 25 / 513            | Oposição |
| PSB           | Deputado Bira do Pindaré (MA)     | 23 / 513            | Oposição |
| PDT           | Deputado André Figueiredo (CE)    | 19 / 513            | Oposição |
| PODE          | Deputado Igor Timo (MG)           | 11 / 513            | Governo  |
| Solidariedade | Deputado Lucas Vergílio (GO)      | 9 / 513             | Governo  |
| PCdoB         | Deputada Renildo Calheiros (PE)   | 8 / 513             | Oposição |
| PSOL          | Deputada Sâmia Bomfim (SP)        | 8 / 513             | Oposição |
| NOVO          | Deputado Tiago Mitraud (MG)       | 8 / 513             | Oposição |
| PSC           | Deputado Euclydes Pettersen (MG)  | 8 / 513             | Governo  |
| Avante        | Deputado Sebastião Oliveira (PE)  | 6 / 513             | Governo  |
| PV            | Deputado Bacelar (BA)             | 5 / 513             | Oposição |
| Patriota      | Deputado Fred Costa (MG)          | 5 / 513             | Governo  |
| PROS          | Deputado Weliton Prado (MG)       | 4 / 513             | Oposição |
| PTB           | Deputado Paulo Bengtson (PA)      | 4 / 513             | Governo  |
| Cidadania     | Deputado Alex Manente (SP)        | 3 / 513             | Oposição |
| REDE          | Deputada Joênia Wapichana (RR)    | 2 / 513             | Oposição |

## Por unidade da federação

### Acre
| Nome             | Partido | Coligação                                                                       | Votos nominais | Nota                                                                  | Ref          |
| ---------------- | ------- | ------------------------------------------------------------------------------- | -------------- | --------------------------------------------------------------------- | ------------ |
| Mara Rocha       | MDB     | PP / PSDB / PSD / MDB / DEM / Solidariedade / Agir / PMN / PL / PTB / Cidadania | 40.047         | Eleita pelo PSDB                                                      | [ 1 ]        |
| Jéssica Sales    | MDB     | PP / PSDB / PSD / MDB / DEM / Solidariedade / Agir / PMN / PL / PTB / Cidadania | 28.717         |                                                                       | [ 1 ]        |
| Alan Rick        | UNIÃO   | PP / PSDB / PSD / MDB / DEM / Solidariedade / Agir / PMN / PL / PTB / Cidadania | 22.263         | Eleito pelo DEM; Licenciado, sendo substituído por Antônia Lúcia (PL) | [ 1 ] [ 24 ] |
| Vanda Milani     | PROS    | PP / PSDB / PSD / MDB / DEM / Solidariedade / Agir / PMN / PL / PTB / Cidadania | 22.219         | Eleita pelo Solidariedade                                             | [ 1 ]        |
| Flaviano Melo    | MDB     | PP / PSDB / PSD / MDB / DEM / Solidariedade / Agir / PMN / PL / PTB / Cidadania | 18.723         |                                                                       | [ 1 ]        |
| Perpétua Almeida | PCdoB   | PT / PSB / PHS / PCdoB / DC                                                     | 18.374         |                                                                       | [ 1 ]        |
| Leo de Brito     | PT      | PT / PSB / PHS / PCdoB / DC                                                     | 14.881         | Suplente, assumiu com a cassação de Manuel Marcos                     | [ 1 ]        |
| Jesus Sérgio     | PDT     | PDT                                                                             | 9.537          |                                                                       | [ 1 ]        |

### Alagoas
| Nome                | Partido      | Coligação                                                                      | Votos nominais | Nota                                    | Ref          |
| ------------------- | ------------ | ------------------------------------------------------------------------------ | -------------- | --------------------------------------- | ------------ |
| Arthur Lira         | PP           | Agir / PSDB / PP / PSB / PSC / PROS / Republicanos / DEM                       | 143.858        |                                         | [ 1 ]        |
| Marx Beltrão        | PP           | MDB / Cidadania / PDT / PL / PTB / PT / PRTB / PODE / PRP / PSD / PMN / Avante | 139.458        | Eleito pelo PSD                         | [ 1 ] [ 25 ] |
| Sérgio Toledo       | PV           | MDB / Cidadania / PDT / PL / PTB / PT / PRTB / PODE / PRP / PSD / PMN / Avante | 98.201         | Eleito pelo PL                          | [ 1 ]        |
| Nivaldo Albuquerque | Republicanos | MDB / Cidadania / PDT / PL / PTB / PT / PRTB / PODE / PRP / PSD / PMN / Avante | 84.956         | Eleito pelo PTB                         | [ 1 ]        |
| Isnaldo Bulhões     | MDB          | MDB / Cidadania / PDT / PL / PTB / PT / PRTB / PODE / PRP / PSD / PMN / Avante | 71.847         |                                         | [ 1 ]        |
| Severino Pessôa     | MDB          | Agir / PSDB / PP / PSB / PSC / PROS / Republicanos / DEM                       | 70.413         | Eleito pelo Republicanos                | [ 1 ] [ 26 ] |
| Paulão              | PT           | MDB / Cidadania / PDT / PL / PTB / PT / PRTB / PODE / PRP / PSD / PMN / Avante | 60.900         |                                         | [ 1 ]        |
| Tereza Nelma        | PSD          | MDB / Cidadania / PDT / PL / PTB / PT / PRTB / PODE / PRP / PSD / PMN / Avante | 44.207         | Eleita pelo PSDB                        | [ 1 ] [ 27 ] |
| Pedro Vilela        | PSDB         | Agir / PSDB / PP / PSB / PSC / PROS / Republicanos / DEM                       | 37.203         | Suplente, assumiu com a renúncia de JHC | [ 1 ]        |

### Amapá
| Nome              | Partido      | Coligação                                  | Votos nominais | Nota                                                                                                  | Ref          |
| ----------------- | ------------ | ------------------------------------------ | -------------- | --- | ------------ |
| Camilo Capiberibe | PSB          | PT / PSB                                   | 24.987         | | [ 1 ]        |
| Acácio Favacho    | MDB          | PDT / PCdoB / MDB / PROS                   | 19.111         | Eleito pelo PROS                                                                                      | [ 1 ]        |
| Vinícius Gurgel   | PL           | Cidadania / PHS / PL / PSL                 | 18.818         | Licenciado, sendo substituído por Jorielson Nascimento (PL), e em seguida por Patricia Ferraz (PODE). | [ 1 ]        |
| Aline Gurgel      | Republicanos | Republicanos / PTB / DC / Agir / PRP       | 16.519         | | [ 1 ]        |
| Marcivânia Flexa  | PCdoB        | PDT / PCdoB / MDB / PROS                   | 14.196         | | [ 1 ]        |
| Luiz Carlos       | PSDB         | DEM / PSDB / PP / PSC / PSD / Patriota     | 14.069         | Assumiu a Secretaria de Desenvolvimento das Cidades do Amapá, sendo substituído por Pedro Dalua (PSC) | [ 1 ] [ 28 ] |
| André Abdon       | PP           | DEM / PSDB / PP / PSC / PSD / Patriota     | 12.856         | | [ 1 ]        |
| Leda Sadala       | PP           | REDE / PPL / Avante / Solidariedade / PODE | 11.301         | Eleita pelo Avante                                                                                    | [ 1 ]        |

### Amazonas
| Nome                 | Partido       | Coligação                                            | Votos nominais | Nota                     | Ref   |
| -------------------- | ------------- | ---------------------------------------------------- | -------------- | ------------------------ | ----- |
| José Ricardo         | PT            | PCdoB / PT                                           | 197.270        |                          | [ 1 ] |
| Pablo Oliva          | UNIÃO         | PDT / PP / PV / PL / Solidariedade / PTB / PHS / PSL | 151.649        | Eleito pelo PSL          | [ 1 ] |
| Átila Lins           | PSD           | PDT / PP / PV / PL / Solidariedade / PTB / PHS / PSL | 118.700        | Eleito pelo PP           | [ 1 ] |
| Silas Câmara         | Republicanos  | PSD / Republicanos / DEM / Agir / PSDB               | 117.181        |                          | [ 1 ] |
| Capitão Alberto Neto | PL            | PSD / Republicanos / DEM / Agir / PSDB               | 107.168        | Eleito pelo Republicanos | [ 1 ] |
| Marcelo Ramos        | PSD           | PDT / PP / PV / PL / Solidariedade / PTB / PHS / PSL | 106.805        | Eleito pelo PL           | [ 1 ] |
| Sidney Leite         | PSD           | PSD / Republicanos / DEM / Agir / PSDB               | 77.458         |                          | [ 1 ] |
| Bosco Saraiva        | Solidariedade | PDT / PP / PV / PL / Solidariedade / PTB / PHS / PSL | 55.477         |                          | [ 1 ] |

### Bahia
| Nome                     | Partido      | Coligação                               | Votos nominais | Nota | Ref          |
| ------------------------ | ------------ | --------------------------------------- | -------------- | --- | ------------ |
| Pastor Sargento Isidório | Avante       | Avante / PROS                           | 323.264        | | [ 1 ]        |
| Otto Alencar Filho       | PSD          | PT / PCdoB / PP / PSB / PSD / PL / PODE | 185.428        | | [ 1 ]        |
| Bacelar                  | PV           | PT / PCdoB / PP / PSB / PSD / PL / PODE | 149.274        | Eleito pelo PODE                                                                                                 | [ 1 ] [ 29 ] |
| Dayane Pimentel          | UNIÃO        | PHS / Cidadania / PRTB / PSL            | 136.742        | Eleita pelo PSL                                                                                                  | [ 1 ] [ 30 ] |
| Jorge Solla              | PT           | PT / PCdoB / PP / PSB / PSD / PL / PODE | 135.657        | | [ 1 ]        |
| Afonso Florence          | PT           | PT / PCdoB / PP / PSB / PSD / PL / PODE | 130.548        | | [ 1 ]        |
| Zé Neto                  | PT           | PT / PCdoB / PP / PSB / PSD / PL / PODE | 129.196        | | [ 1 ]        |
| Antonio Brito            | PSD          | PT / PCdoB / PP / PSB / PSD / PL / PODE | 127.716        | | [ 1 ]        |
| Alice Portugal           | PCdoB        | PT / PCdoB / PP / PSB / PSD / PL / PODE | 126.031        | | [ 1 ]        |
| Waldenor Pereira         | PT           | PT / PCdoB / PP / PSB / PSD / PL / PODE | 121.478        | | [ 1 ]        |
| Valmir Assunção          | PT           | PT / PCdoB / PP / PSB / PSD / PL / PODE | 118.313        | | [ 1 ]        |
| Ronaldo Carletto         | PP           | PT / PCdoB / PP / PSB / PSD / PL / PODE | 118.097        | | [ 1 ]        |
| Josias Gomes             | PT           | PT / PCdoB / PP / PSB / PSD / PL / PODE | 115.571        | | [ 1 ]        |
| Marcelo Nilo             | Republicanos | PT / PCdoB / PP / PSB / PSD / PL / PODE | 115.277        | Eleito pelo PSB                                                                                                  | [ 1 ] [ 31 ] |
| Daniel Almeida           | PCdoB        | PT / PCdoB / PP / PSB / PSD / PL / PODE | 114.213        | | [ 1 ]        |
| Cacá Leão                | PP           | PT / PCdoB / PP / PSB / PSD / PL / PODE | 106.592        | | [ 1 ]        |
| Sérgio Brito             | PSD          | PT / PCdoB / PP / PSB / PSD / PL / PODE | 105.427        | | [ 1 ]        |
| Lídice da Mata           | PSB          | PT / PCdoB / PP / PSB / PSD / PL / PODE | 104.348        | | [ 1 ]        |
| Cláudio Cajado           | PP           | PT / PCdoB / PP / PSB / PSD / PL / PODE | 104.322        | | [ 1 ]        |
| Elmar Nascimento         | UNIÃO        | DEM / Republicanos / PV                 | 103.823        | Eleito pelo DEM                                                                                                  | [ 1 ]        |
| Adolfo Viana             | PSDB         | PSDB                                    | 102.603        | | [ 1 ]        |
| Mário Negromonte Júnior  | PP           | PT / PCdoB / PP / PSB / PSD / PL / PODE | 102.512        | | [ 1 ]        |
| José Nunes               | PSD          | PT / PCdoB / PP / PSB / PSD / PL / PODE | 99.535         | Assumiu a Secretaria Estadual de Desenvolvimento Econômico da Bahia, sendo substituído por Paulo Magalhães (PSD) | [ 1 ] [ 32 ] |
| Márcio Marinho           | Republicanos | DEM / Republicanos / PV                 | 94.905         | | [ 1 ]        |
| Félix Mendonça Júnior    | PDT          | PDT                                     | 91.913         | | [ 1 ]        |
| Arthur Maia              | UNIÃO        | DEM / Republicanos / PV                 | 88.908         | Eleito pelo DEM                                                                                                  | [ 1 ]        |
| João Bacelar             | PL           | PT / PCdoB / PP / PSB / PSD / PL / PODE | 84.684         | | [ 1 ]        |
| João Roma                | PL           | DEM / Republicanos / PV                 | 84.455         | Eleito pelo Republicanos; Assumiu o Ministério da Cidadania, sendo substituído por Tia Eron (Republicanos)       | [ 1 ] [ 33 ] |
| Paulo Azi                | UNIÃO        | DEM / Republicanos / PV                 | 84.090         | Eleito pelo DEM                                                                                                  | [ 1 ]        |
| José Rocha               | UNIÃO        | PT / PCdoB / PP / PSB / PSD / PL / PODE | 83.222         | Eleito pelo PL                                                                                                   | [ 1 ] [ 34 ] |
| Leur Lomanto Júnior      | UNIÃO        | DEM / Republicanos / PV                 | 82.110         | Eleito pelo DEM                                                                                                  | [ 1 ]        |
| Charles Fernandes        | PSD          | PT / PCdoB / PP / PSB / PSD / PL / PODE | 74.116         | | [ 35 ]       |
| Joseildo Ramos           | PT           | PT / PCdoB / PP / PSB / PSD / PL / PODE | 73.934         | Suplente, assumiu com a renúncia de Nelson Pelegrino (PT)                                                        | [ 1 ]        |
| Uldurico Júnior          | MDB          | PSC / PTB / Solidariedade / PPL         | 66.343         | Eleito pelo PPL                                                                                                  | [ 1 ]        |
| Alex Santana             | Republicanos | PDT                                     | 62.922         | Eleito pelo PDT                                                                                                  | [ 1 ] [ 36 ] |
| Igor Kannário            | UNIÃO        | PHS / Cidadania / PRTB / PSL            | 54.657         | Eleito pelo PHS                                                                                                  | [ 1 ]        |
| Abílio Santana           | PSC          | PHS / Cidadania / PRTB / PSL            | 49.932         | Eleito pelo PHS; Licenciado, sendo substituído por Joceval Rodrigues (Cidadania)                                 | [ 1 ] [ 37 ] |
| Tito Cordeiro            | Avante       | Avante / PROS                           | 48.502         | | [ 1 ]        |
| Raimundo Costa           | PODE         | PMN / Agir / PRP / PMB                  | 37.336         | Eleito pelo PRP                                                                                                  | [ 1 ] [ 30 ] |

### Ceará
| Nome                  | Partido       | Coligação                                                            | Votos nominais | Nota | Ref                 |
| --------------------- | ------------- | -------------------------------------------------------------------- | -------------- | --- | ------------------- |
| Capitão Wagner        | UNIÃO         | PROS                                                                 | 303.593        | Eleito pelo PROS; Licenciado, sendo substituído por Nelho Bezerra (UNIÃO)                               | [ 1 ] [ 38 ]        |
| Célio Studart         | PSD           | PT / PCdoB / PP / PV / PL / PMN                                      | 208.852        | Eleito pelo PV                                                                                          | [ 1 ]               |
| Luizianne Lins        | PT            | PT / PCdoB / PP / PV / PL / PMN                                      | 173.765        | | [ 1 ]               |
| José Guimarães        | PT            | PT / PCdoB / PP / PV / PL / PMN                                      | 173.034        | | [ 1 ]               |
| Mauro Benevides Filho | PDT           | PDT / PTB / DEM / PSB / PRP / PPL                                    | 157.427        | Assumiu a Secretaria de Planejamento e Gestão do Ceará, sendo substituído por Aníbal Gomes (PSDB)       | [ 1 ]               |
| Idilvan Alencar       | PDT           | PDT / PTB / DEM / PSB / PRP / PPL                                    | 154.325        | | [ 1 ]               |
| AJ Albuquerque        | PP            | PT / PCdoB / PP / PV / PL / PMN                                      | 132.307        | | [ 1 ]               |
| Robério Monteiro      | PDT           | PDT / PTB / DEM / PSB / PRP / PPL                                    | 131.234        | Nomeado assessor de Assuntos Federativos do Governo do Ceará, sendo substituído por Totonho Lopes (PDT) | [ 1 ]               |
| Moses Rodrigues       | UNIÃO         | MDB / PHS / Avante / Solidariedade / PSC / PSD / PODE / Republicanos | 128.493        | Eleito pelo MDB. Licenciado do cargo, foi substituído pelo 1º suplente Ronaldo Martins (Republicanos).  | [ 1 ] [ 39 ] [ 40 ] |
| Pedro Bezerra         | PDT           | PDT / PTB / DEM / PSB / PRP / PPL                                    | 119.030        | Eleito pelo PTB                                                                                         | [ 1 ] [ 39 ]        |
| Genecias Noronha      | Solidariedade | MDB / PHS / Avante / Solidariedade / PSC / PSD / PODE / Republicanos | 113.261        | | [ 1 ]               |
| Domingos Neto         | PSD           | MDB / PHS / Avante / Solidariedade / PSC / PSD / PODE / Republicanos | 111.063        | | [ 1 ]               |
| Denis Bezerra         | PSB           | PDT / PTB / DEM / PSB / PRP / PPL                                    | 106.286        | | [ 1 ]               |
| André Figueiredo      | PDT           | PDT / PTB / DEM / PSB / PRP / PPL                                    | 103.373        | | [ 1 ]               |
| Leônidas Cristino     | PDT           | PDT / PTB / DEM / PSB / PRP / PPL                                    | 102.304        | | [ 1 ]               |
| Heitor Freire         | UNIÃO         | DC / PSL                                                             | 97.200         | Eleito pelo PSL                                                                                         | [ 1 ]               |
| Eduardo Bismarck      | PDT           | PDT / PTB / DEM / PSB / PRP / PPL                                    | 87.005         | | [ 1 ]               |
| José Airton           | PT            | PT / PCdoB / PP / PV / PL / PMN                                      | 74.099         | | [ 1 ]               |
| Júnior Mano           | PL            | Cidadania / PRTB / Patriota                                          | 67.917         | Eleito pelo Patriota                                                                                    | [ 1 ]               |
| Dr. Jaziel            | PL            | PT / PCdoB / PP / PV / PL / PMN                                      | 65.298         | | [ 1 ]               |
| Danilo Forte          | UNIÃO         | PSDB                                                                 | 55.910         | Eleito pelo PSDB; Suplente, assumiu com a renúncia de Roberto Pessoa                                    | [ 1 ] [ 38 ]        |
| Vaidon Oliveira       | UNIÃO         | PROS                                                                 | 30.392         | Eleito pelo PROS; Licenciado, sendo substituído por Dr. Agripino Magalhães (PROS)                       | [ 1 ] [ 38 ]        |

### Distrito Federal
| Nome                | Partido      | Coligação                                                   | Votos nominais | Nota                                                                                               | Ref          |
| ------------------- | ------------ | ----------------------------------------------------------- | -------------- | -------------------------------------------------------------------------------------------------- | ------------ |
| Flávia Arruda       | PL           | PSDB / PL / DEM                                             | 119.307        | Assumiu a Secretaria de Governo, sendo substituída por Laerte Bessa (PL)                           | [ 1 ]        |
| Erika Kokay         | PT           | PT                                                          | 88.501         | | [ 1 ]        |
| Bia Kicis           | PL           | PRP / PRTB                                                  | 84.999         | Eleita pelo PRP                                                                                    | [ 1 ] [ 41 ] |
| Julio César Ribeiro | Republicanos | Republicanos / PODE / Cidadania / Solidariedade / PSC / PSD | 78.257         | Foi substituído pelo 2º suplente Renato Santana (PSD).                                             | [ 1 ]        |
| Israel Batista      | PSB          | PSB / PV / PCdoB / PDT / REDE                               | 66.487         | Eleito pelo PV                                                                                     | [ 1 ] [ 42 ] |
| Luis Miranda        | Republicanos | PSDB / PL / DEM                                             | 64.042         | Eleito pelo DEM                                                                                    | [ 1 ] [ 43 ] |
| Paula Belmonte      | Cidadania    | Republicanos / PODE / Cidadania / Solidariedade / PSC / PSD | 45.287         | | [ 1 ]        |
| Celina Leão         | PP           | MDB / PP / PSL / Avante                                     | 30.948         | Assumiu a Secretaria de Esportes do Distrito Federal, sendo substituída por Tadeu Filippelli (MDB) | [ 1 ]        |

### Espírito Santo
| Nome                 | Partido      | Coligação                            | Votos nominais | Nota                                                                                         | Ref          |
| -------------------- | ------------ | ------------------------------------ | -------------- | -------------------------------------------------------------------------------------------- | ------------ |
| Amaro Neto           | Republicanos | PL / Republicanos / PSL              | 181.813        |                                                                                              | [ 1 ]        |
| Felipe Rigoni        | UNIÃO        | PSB / PV / PSC / Avante / Agir / PPL | 84.405         | Eleito pelo PSB                                                                              | [ 1 ]        |
| Josias da Vitória    | PP           | PP / PROS / Cidadania / PHS / PCdoB  | 74.787         | Eleito pelo Cidadania                                                                        | [ 1 ] [ 44 ] |
| Helder Salomão       | PT           | PT                                   | 73.384         |                                                                                              | [ 1 ]        |
| Soraya Manato        | PTB          | PL / Republicanos / PSL              | 57.741         | Eleita pelo PSL                                                                              | [ 1 ]        |
| Norma Ayub           | PP           | PDT / DEM / PSD / PSDB / PRP / SD    | 57.156         | Eleita pelo DEM                                                                              | [ 1 ] [ 45 ] |
| Paulo Foletto        | PSB          | PSB / PV / PSC / Avante / Agir / PPL | 55.957         | Assumiu a Secretaria de Agricultura do Espírito Santo, sendo substituído por Ted Conti (PSB) | [ 1 ]        |
| Neucimar Fraga       | PP           | PDT / DEM / PSD / PSDB / PRP / SD    | 53.787         | Eleito pelo PSD; Suplente, assumiu com a renúncia de Sérgio Vidigal                          | [ 1 ] [ 46 ] |
| Lauriete Malta       | PSC          | PL / Republicanos / PSL              | 51.983         | Eleita pelo PL                                                                               | [ 1 ]        |
| Evair Vieira de Melo | PP           | PP / PROS / Cidadania / PHS / PCdoB  | 48.412         |                                                                                              | [ 1 ]        |

### Goiás
| Nome                  | Partido       | Coligação                                               | Votos nominais | Nota             | Ref          |
| --------------------- | ------------- | ------------------------------------------------------- | -------------- | ---------------- | ------------ |
| Delegado Waldir       | UNIÃO         | PSL / DC                                                | 266.431        | Eleito pelo PSL  | [ 1 ]        |
| Flávia Morais         | PDT           | DEM / PROS / PRP / PDT / PSC / PODE                     | 149.966        |                  | [ 1 ]        |
| Zacarias Calil        | UNIÃO         | DEM / PROS / PRP / PDT / PSC / PODE                     | 147.400        | Eleito pelo DEM  | [ 1 ]        |
| Francisco Júnior      | PSD           | PSDB / PL / PSB / Cidadania / Solidariedade / PTB / PSD | 107.089        |                  | [ 1 ]        |
| João Campos           | Republicanos  | MDB / Republicanos / PP                                 | 102.111        |                  | [ 1 ]        |
| Glaustin Fokus        | PSC           | DEM / PROS / PRP / PDT / PSC / PODE                     | 95.202         |                  | [ 1 ]        |
| Zé Mário              | MDB           | DEM / PROS / PRP / PDT / PSC / PODE                     | 91.357         | Eleito pelo DEM  | [ 1 ] [ 47 ] |
| Magda Mofatto         | PL            | PSDB / PL / PSB / Cidadania / Solidariedade / PTB / PSD | 83.420         |                  | [ 1 ]        |
| Alcides Ribeiro Filho | PL            | MDB / Republicanos / PP                                 | 81.697         | Eleito pelo PP   | [ 1 ]        |
| Rubens Otoni          | PT            | PT / PCdoB                                              | 79.011         |                  | [ 1 ]        |
| Lucas Vergílio        | Solidariedade | PSDB / PL / PSB / Cidadania / Solidariedade / PTB / PSD | 78.431         |                  | [ 1 ]        |
| Adriano do Baldy      | PP            | MDB / Republicanos / PP                                 | 77.729         |                  | [ 1 ]        |
| Elias Vaz             | PSB           | PSDB / PL / PSB / Cidadania / Solidariedade / PTB / PSD | 74.877         |                  | [ 1 ]        |
| Célio Silveira        | MDB           | PSDB / PL / PSB / Cidadania / Solidariedade / PTB / PSD | 68.468         | Eleito pelo PSDB | [ 1 ] [ 48 ] |
| Alcides Rodrigues     | Patriota      | DEM / PROS / PRP / PDT / PSC / PODE                     | 62.141         | Eleito pelo PRP  | [ 1 ]        |
| José Nelto            | PP            | DEM / PROS / PRP / PDT / PSC / PODE                     | 61.809         | Eleito pelo PODE | [ 1 ]        |
| Vitor Hugo            | PL            | PSL / DC                                                | 30.508         | Eleito pelo PSL  | [ 1 ] [ 49 ] |

### Maranhão
| Nome                  | Partido      | Coligação                                                                                       | Votos nominais | Nota | Ref          |
| --------------------- | ------------ | ----------------------------------------------------------------------------------------------- | -------------- | --- | ------------ |
| Josimar Maranhãozinho | PL           | Patriota / PDT / PP / PL                                                                        | 194.671        | Licenciado, sendo substituído por Paulo Marinho Júnior (PL)                                                  | [ 1 ] [ 50 ] |
| Márcio Jerry          | PCdoB        | PCdoB / Agir / PSB / Republicanos / Avante / PROS / DEM / PPL / Cidadania / PTB / Solidariedade | 134.106        | Assumiu a Secretaria das Cidades do Maranhão, sendo substituído por Dr. Gonçalo (Republicanos)               | [ 1 ]        |
| Júnior Lourenço       | PL           | Patriota / PDT / PP / PL                                                                        | 115.834        | | [ 1 ]        |
| Rubens Júnior         | PT           | PCdoB / Agir / PSB / Republicanos / Avante / PROS / DEM / PPL / Cidadania / PTB / Solidariedade | 111.570        | Eleito pelo PCdoB; Assumiu a Secretaria da Agricultura do Maranhão, sendo substituído por Gastão Vieira (PT) | [ 1 ] [ 51 ] |
| Pedro Lucas Fernandes | UNIÃO        | PCdoB / Agir / PSB / Republicanos / Avante / PROS / DEM / PPL / Cidadania / PTB / Solidariedade | 109.398        | Eleito pelo PTB                                                                                              | [ 1 ] [ 52 ] |
| Edilázio Júnior       | PSD          | MDB / PSC / PV / PSD / PRP / PMB                                                                | 106.159        | | [ 1 ]        |
| André Fufuca          | PP           | Patriota / PDT / PP / PL                                                                        | 105.332        | | [ 1 ]        |
| Aluísio Mendes        | PSC          | PSDB / DC / PODE / REDE                                                                         | 105.188        | Eleito pelo PODE                                                                                             | [ 1 ]        |
| Cléber Verde          | Republicanos | PCdoB / Agir / PSB / Republicanos / Avante / PROS / DEM / PPL / Cidadania / PTB / Solidariedade | 101.179        | | [ 1 ]        |
| Bira do Pindaré       | PSB          | PCdoB / Agir / PSB / Republicanos / Avante / PROS / DEM / PPL / Cidadania / PTB / Solidariedade | 99.209         | | [ 1 ]        |
| Juscelino Filho       | UNIÃO        | PCdoB / Agir / PSB / Republicanos / Avante / PROS / DEM / PPL / Cidadania / PTB / Solidariedade | 95.837         | Eleito pelo DEM, foi substituído pelo 1º suplente Simplício Araújo (Soldariedade).                           | [ 1 ]        |
| Marreca Filho         | Patriota     | Patriota / PDT / PP / PL                                                                        | 79.467         | | [ 1 ]        |
| Hildo Rocha           | MDB          | MDB / PSC / PV / PSD / PRP / PMB                                                                | 77.193         | | [ 1 ]        |
| Zé Carlos             | PT           | PT                                                                                              | 76.699         | | [ 1 ]        |
| Gil Cutrim            | Republicanos | Patriota / PDT / PP / PL                                                                        | 71.626         | Eleito pelo PDT                                                                                              | [ 1 ]        |
| João Marcelo Souza    | MDB          | MDB / PSC / PV / PSD / PRP / PMB                                                                | 67.019         | Licenciado, sendo substituído por Victor Mendes (MDB)                                                        | [ 1 ] [ 53 ] |
| Pastor Gildenemyr     | PL           | PHS / PMN                                                                                       | 47.635         | Eleito pelo PMN                                                                                              | [ 1 ] [ 41 ] |
| Josivaldo JP          | PSD          | PHS / PMN                                                                                       | 23.113         | Suplente, assumiu com a renúncia de Eduardo Braide                                                           | [ 1 ]        |

### Mato Grosso
| Nome                  | Partido      | Coligação                                             | Votos nominais | Nota                                                     | Ref          |
| --------------------- | ------------ | ----------------------------------------------------- | -------------- | -------------------------------------------------------- | ------------ |
| Nelson Barbudo        | PL           | PSL / Patriota / PRP                                  | 126.249        | Eleito pelo PSL                                          | [ 1 ] [ 54 ] |
| José Medeiros         | PL           | Republicanos / PP / PTB / PT / PMN / PODE / PROS / PL | 82.528         | Eleito pelo PODE                                         | [ 1 ] [ 54 ] |
| Emanuel Pinheiro Neto | MDB          | Republicanos / PP / PTB / PT / PMN / PODE / PROS / PL | 76.781         | Eleito pelo PTB                                          | [ 1 ]        |
| Neri Geller           | PP           | Republicanos / PP / PTB / PT / PMN / PODE / PROS / PL | 73.072         |                                                          | [ 1 ]        |
| Carlos Bezerra        | MDB          | DEM / PDT / PSD / MDB / PMB                           | 59.155         | Licenciado, sendo substituído por Valtenir Pereira (MDB) | [ 1 ] [ 55 ] |
| Leonardo Albuquerque  | Republicanos | PSDB / Cidadania / PSB / SD                           | 52.335         | Eleito pelo Solidariedade                                | [ 1 ] [ 56 ] |
| Professora Rosa Neide | PT           | Republicanos / PP / PTB / PT / PMN / PODE / PROS / PL | 51.015         |                                                          | [ 1 ]        |
| Juarez Costa          | MDB          | DEM / PDT / PSD / MDB / PMB                           | 49.912         |                                                          | [ 1 ]        |

### Mato Grosso do Sul
| Nome               | Partido | Coligação                                                         | Votos nominais | Nota                                                                                           | Ref          |
| ------------------ | ------- | ----------------------------------------------------------------- | -------------- | ---------------------------------------------------------------------------------------------- | ------------ |
| Rose Modesto       | UNIÃO   | PSDB / Patriota / PSD / PMB / DEM / PP                            | 119.799        | Eleito pelo PSDB                                                                               | [ 1 ] [ 57 ] |
| Fábio Trad         | PSD     | PSDB / Patriota / PSD / PMB / DEM / PP                            | 88.823         |                                                                                                | [ 1 ]        |
| Beto Pereira       | PSDB    | PSDB / Patriota / PSD / PMB / DEM / PP                            | 79.877         |                                                                                                | [ 1 ]        |
| Tereza Cristina    | PP      | PSDB / Patriota / PSD / PMB / DEM / PP                            | 75.068         | Eleita pelo DEM; Assumiu o Ministério da Agricultura, sendo substituída por Bia Cavassa (PSDB) | [ 1 ] [ 58 ] |
| Loester Trutis     | PL      | Cidadania / PROS / Solidariedade / PSB / PTB / Avante / PSL / PMN | 55.947         | Eleito pelo PSL                                                                                | [ 1 ] [ 41 ] |
| Vander Loubet      | PT      | PT                                                                | 54.991         |                                                                                                | [ 1 ]        |
| Luiz Ovando        | PP      | Cidadania / PROS / Solidariedade / PSB / PTB / Avante / PSL / PMN | 49.995         | Eleito pelo PSL                                                                                | [ 1 ]        |
| Dagoberto Nogueira | PSDB    | PDT / Republicanos / PODE                                         | 39.571         | Eleito pelo PDT                                                                                | [ 1 ]        |

### Minas Gerais
| Nome                   | Partido       | Coligação                                         | Votos nominais | Nota                                                                  | Ref                 |
| ---------------------- | ------------- | ------------------------------------------------- | -------------- | --------------------------------------------------------------------- | ------------------- |
| Marcelo Álvaro Antônio | PL            | PSL                                               | 228.227        | Eleito pelo PSL                                                       | [ 1 ] [ 59 ]        |
| André Janones          | Avante        | Avante                                            | 177.457        |                                                                       | [ 1 ]               |
| Paulo Guedes           | PT            | PT / PL / PSB / DC / PCdoB                        | 168.922        |                                                                       | [ 1 ]               |
| Áurea Carolina         | PSOL          | PSOL / PCB                                        | 161.878        |                                                                       | [ 1 ]               |
| Gilberto Abramo        | Republicanos  | PDT / PV / Republicanos / MDB                     | 161.221        |                                                                       | [ 1 ]               |
| Junio Amaral           | PL            | PSL                                               | 156.604        | Eleito pelo PSL                                                       | [ 1 ] [ 59 ]        |
| Eros Biondini          | PL            | PROS                                              | 155.983        | Eleito pelo PROS                                                      | [ 1 ] [ 60 ]        |
| Reginaldo Lopes        | PT            | PT / PL / PSB / DC / PCdoB                        | 185.922        |                                                                       | [ 1 ]               |
| Weliton Prado          | PROS          | PROS                                              | 128.721        |                                                                       | [ 1 ]               |
| Rogério Correia        | PT            | PT / PL / PSB / DC / PCdoB                        | 131.512        |                                                                       | [ 1 ]               |
| Padre João             | PT            | PT / PL / PSB / DC / PCdoB                        | 131.228        |                                                                       | [ 1 ]               |
| Misael Varella         | PSD           | PSDB / PSD / Solidariedade / Cidadania / DEM / PP | 126.683        |                                                                       | [ 1 ]               |
| Rodrigo de Castro      | PSD           | PSDB / PSD / Solidariedade / Cidadania / DEM / PP | 126.653        | Eleito pelo PSDB                                                      | [ 1 ] [ 61 ]        |
| Hercílio Coelho Diniz  | MDB           | PDT / PV / Republicanos / MDB                     | 117.328        |                                                                       | [ 1 ]               |
| Stefano Aguiar         | PSD           | PSDB / PSD / Solidariedade / Cidadania / DEM / PP | 115.258        |                                                                       | [ 1 ]               |
| Patrus Ananias         | PT            | PT / PL / PSB / DC / PCdoB                        | 112.082        |                                                                       | [ 1 ]               |
| Zé Silva               | Solidariedade | PSDB / PSD / Solidariedade / Cidadania / DEM / PP | 107.196        |                                                                       | [ 1 ]               |
| Aécio Neves            | PSDB          | PSDB / PSD / Solidariedade / Cidadania / DEM / PP | 105.525        |                                                                       | [ 1 ]               |
| Lincoln Portela        | PL            | PT / PL / PSB / DC / PCdoB                        | 104.628        |                                                                       | [ 1 ]               |
| Eduardo Barbosa        | PSDB          | PSDB / PSD / Solidariedade / Cidadania / DEM / PP | 104.200        |                                                                       | [ 1 ]               |
| Diego Andrade          | PSD           | PSDB / PSD / Solidariedade / Cidadania / DEM / PP | 103.571        |                                                                       | [ 1 ]               |
| Emidinho Madeira       | PL            | PT / PL / PSB / DC / PCdoB                        | 103.428        | Eleito pelo PSB                                                       | [ 1 ] [ 62 ]        |
| Marcelo Aro            | PP            | PHS / PRP                                         | 102.678        | Eleito pelo PHS                                                       | [ 1 ]               |
| Lafayette de Andrada   | Republicanos  | PDT / PV / Republicanos / MDB                     | 101.043        |                                                                       | [ 1 ]               |
| Pinheirinho            | PP            | PSDB / PSD / Solidariedade / Cidadania / DEM / PP | 95.901         |                                                                       | [ 1 ]               |
| Subtenente Gonzaga     | PSD           | PDT / PV / Republicanos / MDB                     | 92.790         | Eleito pelo PDT                                                       | [ 1 ] [ 63 ]        |
| Odair Cunha            | PT            | PT / PL / PSB / DC / PCdoB                        | 87.780         |                                                                       | [ 1 ]               |
| Mário Heringer         | PDT           | PDT / PV / Republicanos / MDB                     | 87.417         |                                                                       | [ 1 ]               |
| Bilac Pinto            | UNIÃO         | PSDB / PSD / Solidariedade / Cidadania / DEM / PP | 86.374         | Eleito pelo DEM                                                       | [ 1 ]               |
| Fred Costa             | Patriota      | Patriota / Agir / PMB                             | 84.562         |                                                                       | [ 1 ]               |
| Domingos Savio         | PL            | PSDB / PSD / Solidariedade / Cidadania / DEM / PP | 80.303         | Eleito pelo PSDB                                                      | [ 1 ]               |
| Paulo Abi-Ackel        | PSDB          | PSDB / PSD / Solidariedade / Cidadania / DEM / PP | 75.379         |                                                                       | [ 1 ]               |
| Dimas Fabiano          | PP            | PSDB / PSD / Solidariedade / Cidadania / DEM / PP | 74.056         |                                                                       | [ 1 ]               |
| Tiago Mitraud          | NOVO          | NOVO                                              | 71.416         |                                                                       | [ 1 ]               |
| Newton Cardoso Júnior  | MDB           | PDT / PV / Republicanos / MDB                     | 69.208         |                                                                       | [ 1 ]               |
| Vilson da FETAEMG      | PSB           | PT / PL / PSB / DC / PCdoB                        | 67.827         |                                                                       | [ 1 ]               |
| Leonardo Monteiro      | PT            | PT / PL / PSB / DC / PCdoB                        | 65.760         |                                                                       | [ 1 ]               |
| Lucas Gonzalez         | NOVO          | NOVO                                              | 63.740         |                                                                       | [ 1 ]               |
| Doutor Frederico       | Patriota      | Patriota / Agir / PMB                             | 60.895         |                                                                       | [ 1 ]               |
| Euclydes Pettersen     | PSC           | PSC / PTB / PMN                                   | 60.726         |                                                                       | [ 1 ]               |
| Fábio Ramalho          | MDB           | PDT / PV / Republicanos / MDB                     | 63.089         |                                                                       | [ 1 ]               |
| Igor Timo              | PODE          | PODE                                              | 59.914         |                                                                       | [ 1 ]               |
| Júlio Delgado          | PV            | PT / PL / PSB / DC / PCdoB                        | 58.291         | Eleito pelo PSB                                                       | [ 1 ] [ 64 ]        |
| Mauro Lopes            | PP            | PDT / PV / Republicanos / MDB                     | 58.243         | Eleito pelo MDB                                                       | [ 65 ] [ 66 ]       |
| Marcelo Freitas        | UNIÃO         | PSL                                               | 57.408         | Eleito pelo PSL                                                       | [ 1 ]               |
| Aelton Freitas         | PP            | PT / PL / PSB / DC / PCdoB                        | 54.704         | Eleito pelo PL; Suplente, assumiu com a renúncia de Margarida Salomão | [ 1 ]               |
| Franco Cartafina       | PP            | PHS / PRP                                         | 53.378         | Eleito pelo PHS                                                       | [ 1 ]               |
| Charlles Evangelista   | PP            | PSL                                               | 51.565         | Eleito pelo PSL                                                       | [ 1 ] [ 67 ] [ 68 ] |
| Léo Motta              | Republicanos  | PSL                                               | 50.421         | Eleito pelo PSL                                                       | [ 1 ] [ 67 ]        |
| Luis Tibé              | Avante        | Avante                                            | 50.185         |                                                                       | [ 1 ]               |
| Alê Silva              | Republicanos  | PSL                                               | 47.662         | Eleito pelo PSL                                                       | [ 1 ]               |
| Greyce Elias           | Avante        | Avante                                            | 37.501         |                                                                       | [ 1 ]               |
| Zé Vitor               | PL            | PSC / PTB / PMN                                   | 32.802         | Eleito pelo PMN                                                       | [ 1 ]               |

### Pará
| Nome               | Partido      | Coligação                                                               | Votos nominais | Nota                                                   | Ref          |
| ------------------ | ------------ | ----------------------------------------------------------------------- | -------------- | ------------------------------------------------------ | ------------ |
| Cristiano Vale     | PP           | MDB / PSD / PL / PP / PTB / PSC / PSL / Republicanos / PMB / PHS / PODE | 176.799        | Eleito pelo PL                                         | [ 1 ]        |
| Elcione Barbalho   | MDB          | MDB / PSD / PL / PP / PTB / PSC / PSL / Republicanos / PMB / PHS / PODE | 165.201        |                                                        | [ 1 ]        |
| Vavá Martins       | Republicanos | MDB / PSD / PL / PP / PTB / PSC / PSL / Republicanos / PMB / PHS / PODE | 158.717        |                                                        | [ 1 ]        |
| José Priante       | MDB          | MDB / PSD / PL / PP / PTB / PSC / PSL / Republicanos / PMB / PHS / PODE | 154.647        |                                                        | [ 1 ]        |
| Nilson Pinto       | PSDB         | PSDB / DEM / PSB / PDT / Solidariedade / Cidadania / PMN                | 148.971        |                                                        | [ 1 ]        |
| Júnior Ferrari     | PSD          | MDB / PSD / PL / PP / PTB / PSC / PSL / Republicanos / PMB / PHS / PODE | 146.678        |                                                        | [ 1 ]        |
| Celso Sabino       | UNIÃO        | PSDB / DEM / PSB / PDT / Solidariedade / Cidadania / PMN                | 146.269        | Eleito pelo PSDB                                       | [ 1 ]        |
| Éder Mauro         | PL           | MDB / PSD / PL / PP / PTB / PSC / PSL / Republicanos / PMB / PHS / PODE | 145.653        | Eleito pelo PSD                                        | [ 1 ] [ 69 ] |
| Beto Faro          | PT           | PT / PCdoB                                                              | 143.789        |                                                        | [ 1 ]        |
| Olival Marques     | MDB          | PSDB / DEM / PSB / PDT / Solidariedade / Cidadania / PMN                | 135.359        | Eleito pelo DEM                                        | [ 1 ]        |
| Cássio Andrade     | PSB          | PSDB / DEM / PSB / PDT / Solidariedade / Cidadania / PMN                | 130.767        |                                                        | [ 1 ]        |
| Airton Faleiro     | PT           | PT / PCdoB                                                              | 106.962        |                                                        | [ 1 ]        |
| Hélio Leite        | UNIÃO        | PSDB / DEM / PSB / PDT / Solidariedade / Cidadania / PMN                | 102.491        | Eleito pelo DEM                                        | [ 1 ]        |
| Paulo Bengtson     | PTB          | MDB / PSD / PL / PP / PTB / PSC / PSL / Republicanos / PMB / PHS / PODE | 96.707         |                                                        | [ 1 ] [ 70 ] |
| Joaquim Passarinho | PL           | MDB / PSD / PL / PP / PTB / PSC / PSL / Republicanos / PMB / PHS / PODE | 95.582         | Eleito pelo PSD                                        | [ 1 ]        |
| Eduardo Costa      | PSD          | MDB / PSD / PL / PP / PTB / PSC / PSL / Republicanos / PMB / PHS / PODE | 75.346         | Eleito pelo PTB                                        | [ 1 ] [ 71 ] |
| Vivi Reis          | PSOL         | PSOL / PPL / PCB                                                        | 22.297         | Suplente, assumiu com a renúncia de Edmilson Rodrigues | [ 1 ]        |

### Paraíba
| Nome                   | Partido      | Coligação                                                | Votos nominais | Nota                                                                       | Ref          |
| ---------------------- | ------------ | -------------------------------------------------------- | -------------- | -------------------------------------------------------------------------- | ------------ |
| Gervásio Maia          | PSB          | PSB / PTB / Republicanos / PT / DEM / PDT / PCdoB / PODE | 146.860        |                                                                            | [ 1 ]        |
| Aguinaldo Ribeiro      | PP           | PP / Agir / PHS / PPL                                    | 120.220        | Licenciado, sendo substituído por Eliza Virgínia (PP)                      | [ 1 ] [ 72 ] |
| Wellington Roberto     | PL           | MDB / PL / Patriota                                      | 107.465        |                                                                            | [ 1 ]        |
| Damião Feliciano       | UNIÃO        | PSB / PTB / Republicanos / PT / DEM / PDT / PCdoB / PODE | 100.876        | Eleito pelo PDT                                                            | [ 1 ] [ 73 ] |
| Hugo Motta             | Republicanos | PSB / PTB / Republicanos / PT / DEM / PDT / PCdoB / PODE | 92.468         |                                                                            | [ 1 ]        |
| Frei Anastácio Ribeiro | PT           | PSB / PTB / Republicanos / PT / DEM / PDT / PCdoB / PODE | 91.408         |                                                                            | [ 1 ]        |
| Wilson Santiago        | Republicanos | PSB / PTB / Republicanos / PT / DEM / PDT / PCdoB / PODE | 86.208         | Eleito pelo PTB                                                            | [ 1 ] [ 74 ] |
| Pedro Cunha Lima       | PSDB         | PV / PSDB / PSD / PSC / Solidariedade                    | 76.754         |                                                                            | [ 1 ]        |
| Efraim Filho           | UNIÃO        | PSB / PTB / Republicanos / PT / DEM / PDT / PCdoB / PODE | 76.089         | Eleito pelo DEM                                                            | [ 1 ]        |
| Julian Lemos           | UNIÃO        | PSL / DC / PRTB                                          | 71.899         | Eleito pelo PSL                                                            | [ 1 ]        |
| Edna Henrique          | Republicanos | PV / PSDB / PSD / PSC / Solidariedade                    | 69.935         | Eleita pelo PSDB; Licenciada, sendo substituída por Leonardo Gadelha (PSC) | [ 1 ]        |
| Ruy Carneiro           | PSC          | PV / PSDB / PSD / PSC / Solidariedade                    | 61.259         | Eleito pelo PSDB                                                           | [ 1 ] [ 75 ] |

### Paraná
| Nome                  | Partido       | Coligação                                      | Votos nominais | Nota | Ref          |
| --------------------- | ------------- | ---------------------------------------------- | -------------- | --- | ------------ |
| Sargento Fahur        | PSD           | PSD / PSC / PL / Cidadania / PODE              | 314.963        | | [ 1 ]        |
| Felipe Francischini   | UNIÃO         | PSL / Agir / Patriota                          | 241.537        | Eleito pelo PSL | [ 1 ]        |
| Gleisi Hoffmann       | PT            | PT                                             | 212.513        | | [ 1 ]        |
| Luizão Goulart        | Solidariedade | Republicanos / PHS / Avante                    | 141.730        | Eleito pelo Republicanos | [ 1 ] [ 76 ] |
| Sandro Alex           | PSD           | PSD / PSC / PL / Cidadania / PODE              | 124.512        | Assumiu a Secretaria de Justiça do Paraná, sendo substituído por Evandro Roman (PP)                                                   | [ 1 ]        |
| Leandre Dal Ponte     | PSD           | PV                                             | 123.958        | Eleita pelo PV | [ 1 ] [ 77 ] |
| Paulo Eduardo Martins | PL            | PSD / PSC / PL / Cidadania / PODE              | 118.754        | Eleito pelo PSC | [ 1 ] [ 67 ] |
| Gustavo Fruet         | PDT           | MDB / PDT / Solidariedade / PCdoB              | 113.252        | | [ 1 ]        |
| Fernando Giacobo      | PL            | PSD / PSC / PL / Cidadania / PODE              | 111.384        | | [ 1 ]        |
| Hermes Parcianello    | MDB           | MDB / PDT / Solidariedade / PCdoB              | 110.717        | | [ 1 ]        |
| Christiane Yared      | PP            | PSD / PSC / PL / Cidadania / PODE              | 107.636        | Eleita pelo PL | [ 1 ] [ 78 ] |
| Diego Garcia          | Republicanos  | PSD / PSC / PL / Cidadania / PODE              | 103.154        | Eleito pelo PODE | [ 1 ]        |
| Luciano Ducci         | PSB           | PP / PTB / DEM / PMN / PMB / PSB / PSDB / PROS | 98.214         | | [ 1 ]        |
| Aliel Machado         | PV            | PP / PTB / DEM / PMN / PMB / PSB / PSDB / PROS | 95.386         | Eleito pelo PSB | [ 1 ]        |
| Sergio Souza          | MDB           | MDB / PDT / Solidariedade / PCdoB              | 94.077         | | [ 1 ]        |
| Ney Leprevost         | UNIÃO         | PSD / PSC / PL / Cidadania / PODE              | 92.399         | Eleito pelo PSD; Assumiu a Secretaria de Justiça, Família e Trabalho do Paraná, sendo substituído por Reinhold Stephanes Junior (PSD) | [ 1 ]        |
| Pedro Lupion          | PP            | PP / PTB / DEM / PMN / PMB / PSB / PSDB / PROS | 92.300         | Eleito pelo DEM | [ 1 ]        |
| Luisa Canziani        | PSD           | PP / PTB / DEM / PMN / PMB / PSB / PSDB / PROS | 90.249         | Eleita pelo PTB | [ 1 ] [ 77 ] |
| Ricardo Barros        | PP            | PP / PTB / DEM / PMN / PMB / PSB / PSDB / PROS | 80.025         | | [ 1 ]        |
| Zeca Dirceu           | PT            | PT                                             | 77.306         | | [ 1 ]        |
| Rubens Bueno          | Cidadania     | PSD / PSC / PL / Cidadania / PODE              | 76.471         | | [ 1 ]        |
| Valdir Rossoni        | PSDB          | PP / PTB / DEM / PMN / PMB / PSB / PSDB / PROS | 75.540         | Suplente, assumiu com a morte de José Carlos Schiavinato; Licenciado, sendo substituído por Marco Brasil (PP)                         | [ 1 ] [ 79 ] |
| Filipe Barros         | PL            | PSL / Agir / Patriota                          | 75.326         | Eleito pelo PSL | [ 1 ] [ 80 ] |
| Luiz Nishimori        | PSD           | PSD / PSC / PL / Cidadania / PODE              | 73.344         | Eleito pelo PL | [ 1 ] [ 81 ] |
| Toninho Wandscheer    | PROS          | PP / PTB / DEM / PMN / PMB / PSB / PSDB / PROS | 72.475         | | [ 1 ]        |
| Vermelho              | PL            | PSD / PSC / PL / Cidadania / PODE              | 70.001         | Eleito pelo PSD | [ 1 ] [ 67 ] |
| Osmar Serraglio       | PP            | PP / PTB / DEM / PMN / PMB / PSB / PSDB / PROS | 64.572         | Suplente, assumiu com a cassação de Boca Aberta                                                                                       |              |
| Enio Verri            | PT            | PT                                             | 62.169         | | [ 1 ]        |
| Aroldo Martins        | Republicanos  | Republicanos / PHS / Avante                    | 52.572         | | [ 1 ]        |
| Aline Sleutjes        | PROS          | PSL / Agir / Patriota                          | 33.628         | Eleito pelo PSL | [ 1 ] [ 82 ] |

### Pernambuco
| Nome               | Partido       | Coligação                                                | Votos nominais | Nota | Ref          |
| ------------------ | ------------- | -------------------------------------------------------- | -------------- | --- | ------------ |
| Marília Arraes     | Solidariedade | PT                                                       | 193.108        | Eleita pelo PT | [ 1 ]        |
| André Ferreira     | PL            | PTB / DEM / PSDB / PSC / Republicanos / PODE / Cidadania | 175.834        | Eleito pelo PSC | [ 1 ] [ 83 ] |
| Sebastião Oliveira | Avante        | PP / Pl / Solidariedade / PMN                            | 129.978        | Eleito pelo PL | [ 1 ]        |
| Pastor Eurico      | PL            | Patriota                                                 | 125.025        | Eleito pelo Patriota                                                                                               | [ 1 ] [ 84 ] |
| André de Paula     | PSD           | PSB / PCdoB / MDB / PSD                                  | 118.641        | Assumiu o Ministério da Pesca e Agricultura, sendo substituído pelo 3º suplente Fábio Barros (PSB).                | [ 1 ]        |
| Luciano Bivar      | UNIÃO         | PSL / PRTB / PHS / PV                                    | 117.943        | Eleito pelo PSL | [ 1 ]        |
| Felipe Carreras    | PSB           | PSB / PCdoB / MDB / PSD                                  | 114.268        | | [ 1 ]        |
| Eduardo da Fonte   | PP            | PP / PL / Solidariedade / PMN                            | 113.640        | | [ 1 ]        |
| Sílvio Costa Filho | Republicanos  | PTB / DEM / PSDB / PSC / Republicanos / PODE / Cidadania | 109.185        | | [ 1 ]        |
| Daniel Coelho      | Cidadania     | PTB / DEM / PSDB / PSC / Republicanos / PODE / Cidadania | 97.745         | Assumiu a Secretaria de Turismo e Lazer de Pernambuco, sendo substituído pelo 1º suplente Zeca Cavalcanti (UNIÃO). | [ 1 ]        |
| Fernando Filho     | UNIÃO         | PTB / DEM / PSDB / PSC / Republicanos / PODE / Cidadania | 92.188         | Eleito pelo DEM | [ 1 ]        |
| Danilo Cabral      | PSB           | PSB / PCdoB / MDB / PSD                                  | 91.635         | | [ 1 ]        |
| Raul Henry         | MDB           | PSB / PCdoB / MDB / PSD                                  | 87.585         | | [ 1 ]        |
| Wolney Queiroz     | PDT           | PROS / Avante / PDT                                      | 82.592         | | [ 1 ]        |
| Fernando Monteiro  | PP            | PP / PL / Solidariedade / PMN                            | 82.071         | | [ 1 ]        |
| Gonzaga Patriota   | PSB           | PSB / PCdoB / MDB / PSD                                  | 80.498         | | [ 1 ]        |
| Augusto Coutinho   | Republicanos  | PP / PL / Solidariedade / PMN                            | 77.817         | Eleito pelo Solidariedade                                                                                          | [ 1 ] [ 85 ] |
| Túlio Gadêlha      | REDE          | PROS / Avante / PDT                                      | 75.642         | Eleito pelo PDT | [ 1 ] [ 86 ] |
| Ricardo Teobaldo   | PODE          | PTB / DEM / PSDB / PSC / Republicanos / PODE / Cidadania | 73.551         | | [ 1 ]        |
| Carlos Veras       | PT            | PT                                                       | 72.005         | | [ 1 ]        |
| Ossesio Silva      | Republicanos  | PTB / DEM / PSDB / PSC / Republicanos / PODE / Cidadania | 65.939         | | [ 1 ]        |
| Renildo Calheiros  | PCdoB         | PSB / PCdoB / MDB / PSD                                  | 57.919         | | [ 1 ]        |
| Tadeu Alencar      | PSB           | PSB / PCdoB / MDB / PSD                                  | 53.597         | | [ 1 ]        |
| Fernando Rodolfo   | PL            | PSL / PRTB / PHS / PV                                    | 52.824         | Eleito pelo PHS | [ 1 ]        |
| Milton Coelho      | PSB           | PSB / PCdoB / MDB / PSD                                  | 43.649         | Suplente, assumiu com a renúncia de João Henrique Campos                                                           | [ 1 ]        |

### Piauí
| Nome                   | Partido      | Coligação                                       | Votos nominais | Nota                                                  | Ref          |
| ---------------------- | ------------ | ----------------------------------------------- | -------------- | ----------------------------------------------------- | ------------ |
| Rejane Dias            | PT           | MDB / PP / PTB / PCdoB / PL / PDT / PSD / PT    | 138.697        |                                                       | [ 1 ]        |
| Fábio Abreu            | PSD          | MDB / PP / PTB / PCdoB / PL / PDT / PSD / PT    | 132.717        | Eleito pelo PL                                        | [ 1 ] [ 87 ] |
| Merlong Solano         | PT           | MDB / PP / PTB / PCdoB / PL / PDT / PSD / PT    | 129.529        | Suplente, assumiu com a morte de Assis Carvalho       | [ 1 ]        |
| Flávio Nogueira        | PT           | MDB / PP / PTB / PCdoB / PL / PDT / PSD / PT    | 111.665        | Eleito pelo PDT                                       | [ 1 ] [ 88 ] |
| Júlio Cesar            | PSD          | MDB / PP / PTB / PCdoB / PL / PDT / PSD / PT    | 110.760        |                                                       | [ 1 ]        |
| Iracema Portela        | PP           | MDB / PP / PTB / PCdoB / PL / PDT / PSD / PT    | 96.271         | Licenciada, sendo substituída por Paes Landim (UNIÃO) | [ 1 ]        |
| Margarete Coelho       | PP           | MDB / PP / PTB / PCdoB / PL / PDT / PSD / PT    | 76.246         |                                                       | [ 1 ]        |
| Marcos Aurélio Sampaio | PSD          | MDB / PP / PTB / PCdoB / PL / PDT / PSD / PT    | 73.295         | Eleito pelo MDB                                       | [ 1 ] [ 87 ] |
| Marina Santos          | Republicanos | PMN / Republicanos / Solidariedade / PPL / Agir | 70.828         | Eleita pelo PTC                                       | [ 1 ] [ 89 ] |
| Átila Lira             | PP           | PSDB / PSB / DEM                                | 54.095         | Eleito pelo PSB                                       | [ 1 ]        |

### Rio de Janeiro
| Nome                      | Partido       | Coligação                        | Votos nominais | Nota | Ref                  |
| ------------------------- | ------------- | -------------------------------- | -------------- | --- | -------------------- |
| Hélio Lopes               | PL            | PSL                              | 345.234        | Eleito pelo PSL | [ 90 ] [ 91 ]        |
| Marcelo Freixo            | PT            | PSOL / PCB                       | 342.491        | Eleito pelo PSOL | [ 90 ]               |
| Alessandro Molon          | PSB           | PSB / PDT                        | 227.914        | | [ 90 ]               |
| Carlos Jordy              | PL            | PSL                              | 204.048        | Eleito pelo PSL | [ 90 ] [ 92 ]        |
| Daniela Carneiro          | UNIÃO         | DEM / MDB / PP / PTB             | 136.286        | Eleita pelo MDB, foi substituída pelo 1º suplente Marcos Soares (UNIÃO).                                                                     | [ 90 ] [ 93 ]        |
| Otoni de Paula            | MDB           | PSC / PROS                       | 120.498        | Eleito pelo PSC | [ 94 ] [ 93 ]        |
| Luiz Lima                 | PL            | PSL                              | 115.119        | Eleito pelo PSL | [ 94 ] [ 93 ]        |
| Talíria Petrone           | PSOL          | PSOL / PCB                       | 107.317        | | [ 90 ]               |
| Delegado Antônio Furtado  | UNIÃO         | PSL                              | 104.211        | Eleito pelo PSL | [ 90 ]               |
| Luiz Antonio Teixeira Jr. | PP            | DEM / MDB / PP / PTB             | 103.745        | | [ 90 ]               |
| Sóstenes Cavalcante       | PL            | DEM / MDB / PP / PTB             | 94.203         | Eleito pelo DEM | [ 94 ] [ 93 ]        |
| Rodrigo Maia              | PSDB          | DEM / MDB / PP / PTB             | 74.232         | Eleito pelo DEM | [ 90 ]               |
| Jandira Feghali           | PCdoB         | PT / PCdoB                       | 71.646         | | [ 90 ]               |
| Áureo Ribeiro             | Solidariedade | Solidariedade / PSDB / Cidadania | 68.414         | | [ 90 ]               |
| Rosângela Gomes           | Republicanos  | Republicanos                     | 63.952         | | [ 90 ]               |
| Hugo Leal                 | PSD           | PSD                              | 63.561         | Foi substituído pela 3ª suplente Andreia Zito (PSD).                                                                                         | [ 90 ]               |
| Sargento Gurgel           | PL            | PSL                              | 62.089         | Eleito pelo PSL | [ 94 ] [ 93 ]        |
| Jorge Braz                | Republicanos  | Republicanos                     | 58.113         | Suplente, assumiu com a morte de Wagner Montes                                                                                               | [ 95 ]               |
| Vinicius Farah            | UNIÃO         | DEM / MDB / PP / PTB             | 57.707         | Eleito pelo MDB; Assumiu a Secretaria Estadual de Desenvolvimento Econômico do Rio de Janeiro, sendo substituído por Leonardo Picciani (MDB) | [ 90 ]               |
| Major Fabiana             | PL            | PSL                              | 57.611         | Eleita pelo PSL | [ 96 ] [ 90 ] [ 93 ] |
| Pedro Paulo               | PSD           | DEM / MDB / PP / PTB             | 56.646         | Eleito pelo DEM; Assumiu a Secretaria da Fazenda da cidade do Rio de Janeiro, sendo substituído por Marcos Soares (UNIÃO)                    | [ 94 ] [ 93 ]        |
| Altineu Côrtes            | PL            | PODE / PL                        | 55.367         | | [ 90 ]               |
| Gutemberg Reis            | MDB           | DEM / MDB / PP / PTB             | 54.573         | | [ 90 ]               |
| Paulo Ganime              | NOVO          | NOVO                             | 52.983         | | [ 90 ]               |
| Marcelo Calero            | PSD           | Solidariedade / PSDB / Cidadania | 50.533         | Eleito pelo Cidadania; Assumiu a Secretaria de Governo da cidade do Rio de Janeiro, sendo substituído por Otavio Leite (PSDB)                | [ 94 ] [ 93 ]        |
| Luiz Antônio Corrêa       | PP            | PV / DC                          | 50.284         | Eleito pelo DC | [ 90 ] [ 97 ]        |
| Soraya Santos             | PL            | PODE / PL                        | 48.328         | | [ 90 ]               |
| Christino Áureo           | PP            | DEM / MDB / PP / PTB             | 47.101         | | [ 90 ]               |
| Felício Laterça           | PP            | PSL                              | 47.065         | Eleito pelo PSL | [ 94 ] [ 93 ]        |
| Márcio Labre              | PL            | PSL                              | 46.934         | Eleito pelo PSL | [ 94 ] [ 93 ]        |
| Juninho do Pneu           | UNIÃO         | DEM / MDB / PP / PTB             | 45.087         | Eleito pelo DEM; Assumiu a Secretaria Estadual de Transportes do Rio de Janeiro em 2021, sendo substituído por Júlio Lopes (PP)              | [ 90 ]               |
| Benedita da Silva         | PT            | PT / PCdoB                       | 44.804         | | [ 90 ]               |
| Lourival Gomes            | PP            | PSL                              | 41.307         | Eleito pelo PSL | [ 94 ] [ 93 ]        |
| Glauber Braga             | PSOL          | PSOL / PCB                       | 40.199         | | [ 90 ]               |
| Chris Tonietto            | PL            | PSL                              | 38.525         | Eleita pelo PSL | [ 94 ] [ 93 ]        |
| Pedro Augusto             | PP            | PSD                              | 36.382         | Eleito pelo PSD; Suplente, assumiu com a renúncia de Alexandre Serfiotis                                                                     | [ 90 ] [ 98 ]        |
| Clarissa Garotinho        | UNIÃO         | PSC / PROS                       | 35.131         | Eleita pelo PROS | [ 90 ] [ 93 ]        |
| Professor Joziel          | Patriota      | PSL                              | 34.274         | Eleito pelo PSL | [ 94 ] [ 93 ]        |
| Daniel Silveira           | PTB           | PSL                              | 31.789         | Eleito pelo PSL | [ 94 ] [ 93 ]        |
| Gelson Azevedo            | PL            | PHS                              | 28.216         | Eleito pelo PHS | [ 90 ]               |
| Chico d'Ângelo            | PDT           | PSB / PDT                        | 26.417         | | [ 90 ]               |
| Chiquinho Brazão          | UNIÃO         | PMN / Avante                     | 25.817         | Eleito pelo Avante | [ 94 ] [ 93 ]        |
| Paulo Ramos               | PDT           | PSB / PDT                        | 25.557         | | [ 90 ]               |
| Ricardo da Karol          | MDB           | PRP                              | 24.951         | Eleito pelo PRP; Suplente, assumiu com a renúncia de Wladimir Garotinho                                                                      | [ 90 ]               |
| Jones Moura               | PSD           | PSD                              | 20.601         | Suplente, assumiu com a cassação de Flordelis                                                                                                | [ 90 ] [ 99 ]        |
| David Miranda             | PDT           | PSOL / PCB                       | 17.356         | Eleito pelo PSOL; Suplente, assumiu com a renúncia de Jean Wyllys                                                                            | [ 100 ] [ 101 ]      |

### Rio Grande do Norte
| Nome              | Partido | Coligação                                                                           | Votos nominais | Nota                                                                                                | Ref           |
| ----------------- | ------- | ----------------------------------------------------------------------------------- | -------------- | --------------------------------------------------------------------------------------------------- | ------------- |
| Benes Leocádio    | UNIÃO   | Republicanos / PTB / PL / Cidadania / PMB / Agir / PSDB / PSB / PSD / Avante / PROS | 125.841        | Eleito pelo PTC                                                                                     | [ 1 ]         |
| Natália Bonavides | PT      | PT / PCdoB / PHS                                                                    | 112.998        | | [ 1 ]         |
| João Maia         | PL      | Republicanos / PTB / PL / Cidadania / PMB / Agir / PSDB / PSB / PSD / Avante / PROS | 93.505         | | [ 1 ]         |
| Rafael Motta      | PSB     | Republicanos / PTB / PL / Cidadania / PMB / Agir / PSDB / PSB / PSD / Avante / PROS | 82.791         | | [ 1 ]         |
| General Girão     | PL      | Solidariedade / PSL / DC / PV / PSC                                                 | 81.640         | Eleito pelo PSL                                                                                     | [ 1 ] [ 102 ] |
| Walter Alves      | MDB     | PDT / PP / MDB                                                                      | 79.333         | | [ 1 ]         |
| Beto Rosado       | PP      | PDT / PP / MDB                                                                      | 71.092         | | [ 103 ]       |
| Fábio Faria       | PP      | Republicanos / PTB / PL / Cidadania / PMB / Agir / PSDB / PSB / PSD / Avante / PROS | 70.350         | Eleito pelo PSD; Assumiu o Ministério das Comunicações, sendo substituído por Carla Dickson (UNIÃO) | [ 1 ] [ 104 ] |

### Rio Grande do Sul
| Nome                | Partido      | Coligação                             | Votos nominais | Nota | Ref             |
| ------------------- | ------------ | ------------------------------------- | -------------- | --- | --------------- |
| Marcel van Hattem   | NOVO         | NOVO                                  | 349.855        | | [ 105 ]         |
| Onyx Lorenzoni      | PL           | DEM / PROS / PSL                      | 183.518        | Eleito pelo DEM; Assumiu o Ministério do Trabalho e Previdência, sendo substituído por Marcelo Brum (UNIÃO)        | [ 105 ]         |
| Giovani Cherini     | PL           | PSB / PL / Patriota                   | 151.719        | | [ 105 ]         |
| Paulo Pimenta       | PT           | PT                                    | 133.086        | Foi substituído pelo 1º suplente Marco Maia (PT).                                                                  | [ 105 ]         |
| Dionilso Marcon     | PT           | PT                                    | 122.838        | | [ 105 ]         |
| Marlon Santos       | PL           | PDT / PMB / PV                        | 116.483        | Eleito pelo PDT | [ 105 ]         |
| Lucas Redecker      | PSDB         | PSDB / PTB / Republicanos / REDE / PP | 114.346        | | [ 105 ]         |
| Fernanda Melchionna | PSOL         | PSOL / PCB                            | 114.302        | | [ 105 ]         |
| Heitor Schuch       | PSB          | PSB / PL / Patriota                   | 109.053        | | [ 105 ]         |
| Henrique Fontana    | PT           | PT                                    | 108.585        | | [ 105 ]         |
| Carlos Gomes        | Republicanos | PSDB / PTB / Republicanos / REDE / PP | 103.373        | | [ 105 ]         |
| Bohn Gass           | PT           | PT                                    | 102.964        | | [ 105 ]         |
| Danrlei             | PSD          | PSD / PSC / PMN / PRP / Agir          | 102.662        | Assumiu a Secretaria de Esportes e Lazer do Rio Grande do Sul, sendo substituído por Paulo Caleffi (PSD)           | [ 105 ]         |
| Covatti Filho       | PP           | PSDB / PTB / Republicanos / REDE / PP | 102.063        | Assumiu a Secretaria de Agricultura do Rio Grande do Sul, sendo substituído por Ronaldo Santini (PTB)              | [ 105 ]         |
| Márcio Biolchi      | MDB          | MDB                                   | 100.362        | | [ 105 ]         |
| Alceu Moreira       | MDB          | MDB                                   | 100.341        | | [ 105 ]         |
| Afonso Hamm         | PP           | PSDB / PTB / Republicanos / REDE / PP | 100.018        | | [ 105 ]         |
| Maria do Rosário    | PT           | PT                                    | 97.303         | | [ 105 ]         |
| Pedro Westphalen    | PP           | PSDB / PTB / Republicanos / REDE / PP | 97.163         | | [ 105 ]         |
| Giovani Feltes      | MDB          | MDB                                   | 93.088         | Assumiu a Secretaria de Agricultura do Rio Grande do Sul, sendo substituído pela 3ª suplente Marcia Scherer (MDB). | [ 105 ]         |
| Bibo Nunes          | PL           | DEM / PROS / PSL                      | 91.664         | Eleito pelo PSL | [ 105 ]         |
| Jerônimo Goergen    | PP           | PSDB / PTB / Republicanos / REDE / PP | 89.707         | | [ 105 ]         |
| Ubiratan Sanderson  | PL           | DEM / PROS / PSL                      | 88.559         | Eleito pelo PSL | [ 105 ]         |
| Osmar Terra         | MDB          | MDB                                   | 86.305         | | [ 105 ]         |
| Maurício Dziedricki | PODE         | PSDB / PTB / Republicanos / REDE / PP | 83.617         | Eleito pelo PTB | [ 105 ]         |
| Pompeo de Mattos    | PDT          | PDT / PMB / PV                        | 80.427         | | [ 105 ]         |
| Daniel Trzeciak     | PSDB         | PSDB / PTB / Republicanos / REDE / PP | 74.789         | | [ 105 ]         |
| Marcelo Moraes      | PL           | PSDB / PTB / Republicanos / REDE / PP | 69.904         | Eleito pelo PTB | [ 105 ]         |
| Afonso Motta        | PDT          | PDT / PMB / PV                        | 65.712         | | [ 105 ]         |
| Liziane Bayer       | Republicanos | PSB / PL / Patriota                   | 52.977         | Eleita pelo PSB | [ 105 ] [ 106 ] |
| Nereu Crispim       | PSD          | DEM / PROS / PSL                      | 32.200         | Eleito pelo PSL | [ 105 ]         |

### Rondônia
| Nome                | Partido      | Coligação                                                  | Votos nominais | Nota                                                                       | Ref           |
| ------------------- | ------------ | ---------------------------------------------------------- | -------------- | -------------------------------------------------------------------------- | ------------- |
| Léo Moraes          | PODE         | MDB / PODE / PV                                            | 69.565         |                                                                            | [ 1 ]         |
| Expedito Netto      | PSD          | PSDB / DEM / PSD / Republicanos / Patriota                 | 39.953         |                                                                            | [ 1 ]         |
| Mariana Carvalho    | Republicanos | PSDB / DEM / PSD / Republicanos / Patriota                 | 38.776         | Eleita pelo PSDB; Licenciada, sendo substituída por Lucas Follador (UNIÃO) | [ 1 ] [ 107 ] |
| Lucio Mosquini      | MDB          | MDB / PODE / PV                                            | 38.630         |                                                                            | [ 1 ]         |
| Jaqueline Cassol    | PP           | PDT / PSB / PDT / Solidariedade / PP / PL / DC / Agir / PT | 34.193         |                                                                            | [ 1 ]         |
| Silvia Cristina     | PL           | PDT / PSB / PDT / Solidariedade / PP / PL / DC / Agir / PT | 33.038         | Eleita pelo PDT                                                            | [ 1 ]         |
| Mauro Nazif         | PSB          | PDT / PSB / PDT / Solidariedade / PP / PL / DC / Agir / PT | 30.399         |                                                                            | [ 1 ]         |
| Coronel Chrisóstomo | PL           | PSL                                                        | 28.344         | Eleito pelo PSL                                                            | [ 1 ] [ 108 ] |

### Roraima
| Nome                     | Partido       | Coligação                       | Votos nominais | Nota                                                   | Ref   |
| ------------------------ | ------------- | ------------------------------- | -------------- | ------------------------------------------------------ | ----- |
| Haroldo Cathedral        | PSD           | MDB / PSD / Solidariedade / DC  | 14.652         | Licenciado, sendo substituído por Renato Queiroz (MDB) | [ 1 ] |
| Johnathan de Jesus       | Republicanos  | PSL / Republicanos / Agir / PSC | 13.380         |                                                        | [ 1 ] |
| Hiran Gonçalves          | PP            | PP / PDT / PCdoB / PODE         | 13.237         |                                                        | [ 1 ] |
| Antonio Carlos Nicoletti | UNIÃO         | PSL / Republicanos / Agir / PSC | 12.884         | Eleito pelo PSL                                        | [ 1 ] |
| Shéridan Oliveira        | PSDB          | Cidadania / DEM / PSDB / PMB    | 12.024         |                                                        | [ 1 ] |
| Édio Lopes               | PL            | PL / PRTB                       | 11.930         |                                                        | [ 1 ] |
| Otaci Nascimento         | Solidariedade | MDB / PSD / Solidariedade / DC  | 11.847         |                                                        | [ 1 ] |
| Joênia Wapichana         | REDE          | PTB / REDE / PV / PT            | 8.482          |                                                        | [ 1 ] |

### Santa Catarina
| Nome             | Partido   | Coligação                                                    | Votos nominais | Nota                                                                 | Ref             |
| ---------------- | --------- | ------------------------------------------------------------ | -------------- | -------------------------------------------------------------------- | --------------- |
| Hélio Costa      | PSD       | Republicanos / PDT / PSC / DEM / PSB / PCdoB / Solidariedade | 179.307        | Eleito pelo Republicanos                                             | [ 109 ]         |
| Daniel Freitas   | PL        | PSL                                                          | 142.569        | Eleito pelo PSL                                                      | [ 109 ] [ 110 ] |
| Pedro Uczai      | PT        | PT                                                           | 114.743        |                                                                      | [ 109 ]         |
| Caroline de Toni | PL        | PSL                                                          | 109.363        | Eleita pelo PSL                                                      | [ 109 ] [ 110 ] |
| Geovania de Sá   | PSDB      | PSDB / Cidadania / PTB / DC                                  | 101.937        |                                                                      | [ 109 ]         |
| Carlos Chiodini  | MDB       | MDB / PL                                                     | 97.613         |                                                                      | [ 109 ]         |
| Fabio Schiochet  | UNIÃO     | PSL                                                          | 87.345         | Eleito pelo PSL                                                      | [ 109 ]         |
| Ângela Amin      | PP        | PSD / PP / PV                                                | 86.189         |                                                                      | [ 109 ]         |
| Carmen Zanotto   | Cidadania | PSDB / Cidadania / PTB / DC                                  | 84.692         | Foi substituída pela 2ª suplente Norma Pereira (PSDB).               | [ 109 ]         |
| Celso Maldaner   | MDB       | MDB / PL                                                     | 80.086         |                                                                      | [ 109 ]         |
| Rogério Peninha  | MDB       | MDB / PL                                                     | 76.925         |                                                                      | [ 109 ]         |
| Darci de Matos   | PSD       | PSD / PP / PV                                                | 68.130         | Licenciado, sendo substituído por Nilson Stainsack (PP)              | [ 109 ]         |
| Ricardo Guidi    | PSD       | PSD / PP / PV                                                | 61.830         |                                                                      | [ 109 ]         |
| Coronel Armando  | PL        | PSL                                                          | 60.069         | Eleito pelo PSL, foi substituído pelo 1º suplente Rui Godinho (PTB). | [ 109 ] [ 111 ] |
| Rodrigo Coelho   | PODE      | Republicanos / PDT / PSC / DEM / PSB / PCdoB / Solidariedade | 43.314         | Eleito pelo PSB                                                      | [ 109 ]         |
| Gilson Marques   | NOVO      | NOVO                                                         | 27.443         |                                                                      | [ 109 ]         |

### São Paulo
| Nome                                | Partido       | Coligação                   | Votos nominais | Nota | Ref             |
| ----------------------------------- | ------------- | --------------------------- | -------------- | --- | --------------- |
| Eduardo Bolsonaro                   | PL            | PSL                         | 1.843.735      | Eleito pelo PSL | [ 112 ]         |
| Joice Hasselmann                    | PSDB          | PSL                         | 1.078.666      | Eleita pelo PSL | [ 112 ]         |
| Celso Russomanno                    | Republicanos  | Republicanos                | 521.728        | | [ 112 ]         |
| Kim Kataguiri                       | UNIÃO         | PSDB / PSD / DEM / PP       | 465.310        | Eleito pelo DEM | [ 112 ]         |
| Tiririca                            | PL            | PL                          | 453.855        | | [ 112 ]         |
| Tabata Amaral                       | PSB           | PDT                         | 264.450        | Eleita pelo PDT | [ 112 ]         |
| Katia Sastre                        | PL            | PL                          | 264.013        | | [ 112 ]         |
| Sâmia Bomfim                        | PSOL          | PSOL / PCB                  | 249.887        | | [ 112 ]         |
| Capitão Augusto                     | PL            | PL                          | 242.327        | | [ 112 ]         |
| Marco Feliciano                     | PL            | PMB / PHS / PODE            | 239.784        | Eleito pelo PODE | [ 112 ]         |
| Baleia Rossi                        | MDB           | MDB                         | 214.042        | | [ 112 ]         |
| Vinicius Poit                       | NOVO          | NOVO                        | 207.118        | | [ 112 ]         |
| Luiza Erundina                      | PSOL          | PSOL / PCB                  | 176.883        | | [ 112 ]         |
| Renata Abreu                        | PODE          | PMB / PHS / PODE            | 161.239        | Licenciada, sendo substituída por Sargento Alexandre (PODE)                                                                    | [ 112 ]         |
| Rui Falcão                          | PT            | PT / PCdoB                  | 158.389        | | [ 112 ]         |
| Alexandre Frota                     | PROS          | PSL                         | 155.522        | Eleito pelo PSL | [ 112 ]         |
| Ivan Valente                        | PSOL          | PSOL / PCB                  | 155.334        | | [ 112 ]         |
| Marcos Pereira                      | Republicanos  | Republicanos                | 139.165        | | [ 112 ]         |
| Carlos Zarattini                    | PT            | PT / PCdoB                  | 137.909        | | [ 112 ]         |
| Marco Bertaiolli                    | PSD           | PSDB / PSD / DEM / PP       | 137.628        | | [ 112 ]         |
| Márcio Alvino                       | PL            | PL                          | 135.844        | | [ 112 ]         |
| Guilherme Mussi                     | PP            | PSDB / PSD / DEM / PP       | 134.301        | | [ 112 ]         |
| Arnaldo Jardim                      | Cidadania     | PSB / PSC / Cidadania / PTB | 132.363        | | [ 112 ]         |
| Alex Manente                        | Cidadania     | PSB / PSC / Cidadania / PTB | 127.366        | | [ 112 ]         |
| Bruna Furlan                        | PSDB          | PSDB / PSD / DEM / PP       | 126.847        | Licenciada, sendo substituída por Eleuses Paiva (PSD)                                                                          | [ 112 ]         |
| Carlos Sampaio                      | PSDB          | PSDB / PSD / DEM / PP       | 125.666        | | [ 112 ]         |
| Nilto Tatto                         | PT            | PT / PCdoB                  | 124.281        | | [ 112 ]         |
| Ricardo Izar                        | Republicanos  | PSDB / PSD / DEM / PP       | 121.869        | Eleito pelo PP | [ 112 ] [ 113 ] |
| Vítor Lippi                         | PSDB          | PSDB / PSD / DEM / PP       | 120.529        | | [ 112 ]         |
| Guilherme Derrite                   | PL            | PSDB / PSD / DEM / PP       | 119.034        | Eleito pelo PP, foi substituído pelo 1º suplente Miguel Haddad (PSDB).                                                         | [ 112 ] [ 113 ] |
| Cezinha de Madureira                | PSD           | PSDB / PSD / DEM / PP       | 119.024        | | [ 112 ]         |
| Fausto Pinato                       | PP            | PSDB / PSD / DEM / PP       | 118.684        | | [ 112 ]         |
| Luiz Philippe de Orléans e Bragança | PL            | PSL                         | 118.457        | Eleito pelo PSL | [ 112 ] [ 114 ] |
| Alexandre Leite                     | UNIÃO         | PSDB / PSD / DEM / PP       | 116.416        | Eleito pelo DEM | [ 112 ]         |
| Paulo Freire Costa                  | PL            | PL                          | 109.461        | | [ 112 ]         |
| Enrico Misasi                       | MDB           | PV                          | 108.038        | Eleito pelo PV | [ 112 ] [ 42 ]  |
| Rosana Valle                        | PL            | PSB / PSC / Cidadania / PTB | 106.100        | Eleita pelo PSB | [ 112 ]         |
| Samuel Moreira                      | PSDB          | PSDB / PSD / DEM / PP       | 103.215        | | [ 112 ]         |
| Vanderlei Macris                    | PSDB          | PSDB / PSD / DEM / PP       | 102.708        | | [ 112 ]         |
| Rodrigo Agostinho                   | PSB           | PSB / PSC / Cidadania / PTB | 100.179        | | [ 112 ]         |
| Jefferson Campos                    | PL            | PSB / PSC / Cidadania / PTB | 99.974         | Eleito pelo PSB | [ 112 ] [ 67 ]  |
| David Soares                        | UNIÃO         | PSDB / PSD / DEM / PP       | 99.865         | Eleito pelo DEM; Licenciado, sendo substituído por Miguel Haddad (PSDB)                                                        | [ 112 ]         |
| Coronel Tadeu                       | PL            | PSL                         | 98.373         | Eleito pelo PSL | [ 112 ] [ 115 ] |
| Vinicius Carvalho                   | Republicanos  | Republicanos                | 97.862         | | [ 112 ]         |
| Eduardo Cury                        | PSDB          | PSDB / PSD / DEM / PP       | 94.282         | | [ 112 ]         |
| Miguel Lombardi                     | PL            | PL                          | 93.093         | | [ 112 ]         |
| Eli Corrêa Filho                    | UNIÃO         | PSDB / PSD / DEM / PP       | 92.257         | Eleito pelo DEM | [ 112 ]         |
| Gilberto Nascimento                 | PSC           | PSB / PSC / Cidadania / PTB | 91.797         | | [ 112 ]         |
| Geninho Zuliani                     | UNIÃO         | PSDB / PSD / DEM / PP       | 89.378         | Eleito pelo DEM | [ 112 ]         |
| Alexandre Padilha                   | PT            | PT / PCdoB                  | 87.576         | | [ 112 ]         |
| Arlindo Chinaglia                   | PT            | PT / PCdoB                  | 87.449         | | [ 112 ]         |
| Ricardo Silva                       | PV            | PSB / PSC / Cidadania / PTB | 86.433         | Eleito pelo PSB; Suplente, assumiu com a morte de Luiz Lauro Filho                                                             | [ 112 ] [ 116 ] |
| Roberto Alves                       | Republicanos  | Republicanos                | 82.097         | Licenciado, sendo substuído por Ely Santos (Republicanos)                                                                      | [ 112 ] [ 117 ] |
| Junior Bozzella                     | UNIÃO         | PSL                         | 78.712         | Eleito pelo PSL | [ 112 ]         |
| Paulo Teixeira                      | PT            | PT / PCdoB                  | 78.512         | Foi substituído pelo 2º suplente Elói Pietá (PT).                                                                              | [ 112 ]         |
| Milton Vieira                       | Republicanos  | Republicanos                | 77.413         | Licenciado, sendo substituído por Henrique do Paraíso (Republicanos)                                                           | [ 112 ]         |
| Carla Zambelli                      | PL            | PSL                         | 76.306         | Eleita pelo PSL | [ 112 ] [ 115 ] |
| Paulinho da Força                   | Solidariedade | Solidariedade               | 75.613         | | [ 112 ]         |
| Luiz Carlos Motta                   | PL            | PL                          | 75.218         | | [ 112 ]         |
| General Peternelli                  | UNIÃO         | PSL                         | 74.190         | Eleito pelo PSL | [ 112 ]         |
| Maria Rosas                         | Republicanos  | Republicanos                | 71.745         | Licenciada, sendo substituída por Marcelo Squassoni (Republicanos)                                                             | [ 112 ]         |
| Vicentinho                          | PT            | PT / PCdoB                  | 70.645         | | [ 112 ]         |
| Abou Anni                           | UNIÃO         | PSL                         | 69.256         | Eleito pelo PSL | [ 112 ]         |
| Alencar Santana                     | PT            | PT / PCdoB                  | 67.892         | | [ 112 ]         |
| Orlando Silva                       | PCdoB         | PT / PCdoB                  | 64.822         | | [ 112 ]         |
| Adriana Ventura                     | NOVO          | NOVO                        | 64.341         | | [ 112 ]         |
| Roberto de Lucena                   | Republicanos  | PMB / PHS / PODE            | 56.033         | Eleito pelo PODE, assumiu a Secretaria e Turismo de São Paulo, sendo substituído pelo 1º suplente Sinval Malheiros (Patriota). | [ 112 ]         |
| Herculano Passos                    | Republicanos  | MDB                         | 49.653         | Eleito pelo MDB | [ 112 ]         |
| Alexis Fonteyne                     | NOVO          | NOVO                        | 45.298         | | [ 112 ]         |
| Guiga Peixoto                       | PSC           | PSL                         | 31.718         | Eleito pelo PSL | [ 112 ] [ 118 ] |

### Sergipe
| Nome             | Partido      | Coligação                                                         | Votos nominais | Nota                                                         | Ref           |
| ---------------- | ------------ | ----------------------------------------------------------------- | -------------- | ------------------------------------------------------------ | ------------- |
| Fábio Mitidieri  | PSD          | PP / MDB / DC / PCdoB / PSD / PT / PHS                            | 102.899        | Licenciado, sendo substituído por Alexandre Figueiredo (PSD) | [ 1 ] [ 119 ] |
| Laercio Oliveira | PP           | PP / MDB / DC / PCdoB / PSD / PT / PHS                            | 68.014         |                                                              | [ 1 ]         |
| Fábio Reis       | PSD          | PP / MDB / DC / PCdoB / PSD / PT / PHS                            | 64.879         | Eleito pelo MDB                                              | [ 1 ]         |
| Gustinho Ribeiro | Republicanos | Republicanos / Cidadania / PSC / PL / Agir / PSDB / Solidariedade | 64.132         | Eleito pelo Solidariedade                                    | [ 1 ] [ 120 ] |
| João Daniel      | PT           | PP / MDB / DC / PCdoB / PSD / PT / PHS                            | 59.933         |                                                              | [ 1 ]         |
| Márcio Macêdo    | PT           | PP / MDB / DC / PCdoB / PSD / PT / PHS                            | 49.055         | Suplente, assumiu com a cassação de Valdevan Noventa         | [ 1 ] [ 121 ] |
| Bosco Costa      | PL           | Republicanos / Cidadania / PSC / PL / Agir / PSDB / Solidariedade | 47.788         |                                                              | [ 1 ]         |
| Fábio Henrique   | UNIÃO        | PSB / PDT / PPL / PDT / PROS / PRP                                | 35.226         | Eleito pelo PDT                                              | [ 1 ]         |

### Tocantins
| Nome              | Partido | Coligação                                                                       | Votos nominais | Nota                                                                   | Ref           |
| ----------------- | ------- | ------------------------------------------------------------------------------- | -------------- | ---------------------------------------------------------------------- | ------------- |
| Tiago Dimas       | PODE    | PHS / Avante / PROS / DEM / Agir / PP / Solidariedade / Patriota / Republicanos | 71.842         | Eleito pelo Solidariedade                                              | [ 1 ] [ 122 ] |
| Osires Damaso     | PSC     | PSB / PSDB / PL / PODE / MDB / PSC                                              | 58.726         | Licenciado, sendo substituído por Tiago Andrino (PSB)                  | [ 1 ] [ 123 ] |
| Vicentinho Júnior | PP      | PSB / PSDB / PL / PODE / MDB / PSC                                              | 49.868         | Eleito pelo PL                                                         | [ 1 ] [ 124 ] |
| Eli Borges        | PL      | PHS / Avante / PROS / DEM / Agir / PP / Solidariedade / Patriota / Republicanos | 48.812         | Eleito pelo Solidariedade                                              | [ 1 ]         |
| Carlos Gaguim     | UNIÃO   | PHS / Avante / PROS / DEM / Agir / PP / Solidariedade / Patriota / Republicanos | 48.012         | Eleito pelo DEM                                                        | [ 1 ]         |
| Dorinha Rezende   | UNIÃO   | PHS / Avante / PROS / DEM / Agir / PP / Solidariedade / Patriota / Republicanos | 48.008         | Eleita pelo DEM; Licenciada, sendo substituída por Lázaro Botelho (PP) | [ 1 ] [ 125 ] |
| Dulce Miranda     | MDB     | PSB / PSDB / PL / PODE / MDB / PSC                                              | 40.719         |                                                                        | [ 1 ]         |
| Célio Moura       | PT      | PT / PCdoB / PV / PSD / REDE                                                    | 18.167         |                                                                        | [ 1 ]         |

## Renúncias
| UF             | Nome                 | Partido | Coligação                                                | Votos nominais | Data                   | Motivo                                                                     | Efetivado              | Ref     |
| -------------- | -------------------- | ------- | -------------------------------------------------------- | -------------- | ---------------------- | -------------------------------------------------------------------------- | ---------------------- | ------- |
| Rio de Janeiro | Jean Wyllys          | PSOL    | PSOL / PCB                                               | 24.295         | 24 de janeiro de 2019  | Desistência antes da posse                                                 | David Miranda (PSOL)   | [ 100 ] |
| Rio de Janeiro | Alexandre Serfiotis  | PSD     | PSD                                                      | 37.526         | 1 de janeiro de 2021   | Eleito prefeito de Porto Real em 2020                                      | Pedro Augusto (PSD)    |         |
| Espírito Santo | Sérgio Vidigal       | PDT     | PDT / DEM / PSD / PSDB / PRP / SD                        | 73.030         | 1 de janeiro de 2021   | Eleito prefeito de Serra em 2020                                           | Neucimar Fraga (PSD)   |         |
| Ceará          | Roberto Pessoa       | PSDB    | PSDB                                                     | 102.470        | 1 de janeiro de 2021   | Eleito prefeito de Maracanaú em 2020                                       | Danilo Forte (PSDB)    |         |
| Pernambuco     | João Henrique Campos | PSB     | PSB / PCdoB / MDB / PSD                                  | 460.387        | 1 de janeiro de 2021   | Eleito prefeito de Recife em 2020                                          | Milton Coelho (PSB)    |         |
| Alagoas        | JHC                  | PSB     | Agir / PSDB / PP / PSB / PSC / PROS / Republicanos / DEM | 178.645        | 1 de janeiro de 2021   | Eleito prefeito de Maceió em 2020                                          | Pedro Vilela (PSDB)    |         |
| Maranhão       | Eduardo Braide       | PODE    | PHS / PMN                                                | 178.645        | 1 de janeiro de 2021   | Eleito prefeito de São Luís em 2020                                        | Josivaldo JP (PODE)    |         |
| Pará           | Edmilson Rodrigues   | PSOL    | PSOL / PPL / PCB                                         | 184.042        | 1 de janeiro de 2021   | Eleito prefeito de Belém em 2020                                           | Vivi Reis (PSOL)       |         |
| Minas Gerais   | Margarida Salomão    | PT      | PT / PL / PSB / DC / PCdoB                               | 89.315         | 1 de janeiro de 2021   | Eleita prefeita de Juiz de Fora em 2020                                    | Aelton Freitas (PL)    |         |
| Rio de Janeiro | Wladimir Garotinho   | PSD     | PSD                                                      | 39.398         | 1 de janeiro de 2021   | Eleito prefeito de Campos dos Goytacazes em 2020                           | Ricardo da Karol (PSC) |         |
| Bahia          | Nelson Pelegrino     | PT      | PT / PCdoB / PP / PSB / PSD / PL / PODE                  | 101.476        | 16 de setembro de 2021 | Eleito conselheiro do Tribunal de Contas dos Municípios do Estado da Bahia | Joseildo Ramos (PT)    | [ 126 ] |

## Mortes
| UF             | Nome                    | Partido      | Coligação                                      | Votos nominais | Data                  | Causa da morte    | Efetivado                 | Ref     |
| -------------- | ----------------------- | ------------ | ---------------------------------------------- | -------------- | --------------------- | ----------------- | ------------------------- | ------- |
| Rio de Janeiro | Wagner Montes           | Republicanos | Republicanos                                   | 65.868         | 26 de janeiro de 2019 | Infecção Urinária | Jorge Braz (Republicanos) | [ 95 ]  |
| São Paulo      | Luiz Flávio Gomes       | PSB          | PSB / PSC / Cidadania / PTB                    | 86.433         | 1 de abril de 2020    | Leucemia Aguda    | Luiz Lauro Filho (PSDB)   | [ 127 ] |
| São Paulo      | Luiz Lauro Filho        | PSDB         | PSB / PSC / Cidadania / PTB                    | 86.433         | 18 de maio de 2020    | Infarto           | Ricardo Silva (PSB)       | [ 128 ] |
| Piauí          | Assis Carvalho          | PT           | MDB / PP / PTB / PCdoB / PL / PDT / PSD / PT   | 129.529        | 5 de julho de 2020    | Infarto           | Merlong Solano (PT)       | [ 129 ] |
| Paraná         | José Carlos Schiavinato | PP           | PP / PTB / DEM / PMN / PMB / PSB / PSDB / PROS | 75.540         | 13 de abril de 2021   | COVID-19          | Valdir Rossoni (PSDB)     | [ 130 ] |

## Cassações
| UF             | Nome             | Partido      | Coligação                                                         | Votos   | Data da cassação      | Observações | Efetivado            | Ref.                    |
| -------------- | ---------------- | ------------ | ----------------------------------------------------------------- | ------- | --------------------- | --- | -------------------- | ----------------------- |
| Acre           | Manuel Marcos    | Republicanos | PSOL / PV / PPL / PRP / Republicanos / PODE / PROS / PMB          | 7.489   | 5 de novembro de 2020 | Deputado cassado por abuso de poder econômico, compra de votos e desvio de finalidade do Fundo Partidário e FEFC. Os votos recebidos por ele foram anulados, levando a um novo cálculo do quociente eleitoral e a diplomação de Leo de Brito em sua vaga | Leo de Brito (PT)    | [ 131 ] [ 132 ] [ 133 ] |
| Paraná         | Boca Aberta      | PROS         | PP / PTB / DEM / PMN / PMB / PSB / PSDB / PROS                    | 90.158  | 24 de agosto de 2021  | Quebra de decoro parlamentar enquanto era vereador em Londrina. A cassação foi oficializada em 16 de setembro por decisão unânime da Mesa Diretora | Osmar Serraglio (PP) | [ 134 ] [ 135 ]         |
| Rio de Janeiro | Flordelis        | PSD          | PSD                                                               | 196.959 | 11 de agosto de 2021  | Quebra de decoro parlamentar | Jones Moura (PSD)    | [ 136 ]                 |
| Sergipe        | Valdevan Noventa | PL           | Republicanos / Cidadania / PSC / PL / Agir / PSDB / Solidariedade | 45.472  | 17 de março de 2022   | Acusado de receber doações consideradas ilícitas nas eleições de 2018 | Márcio Macêdo (PT)   | [ 137 ]                 |